# VVV-Venlo in het seizoen 2020/21
Dit artikel geeft een overzicht van VVV-Venlo in het seizoen 2020/2021.
Als gevolg van de maatregelen die de Nederlandse overheid nam naar aanleiding van de Coronacrisis in Nederland kon het voorgaande seizoen niet afgemaakt worden en zal het seizoen 2020/21 later beginnen dan gepland, pas in het tweede weekend van september in plaats van augustus.

## Selectie 2020 - 2021
| Nr.           | Naam                | Nat.        | Geb. dat.  | Contract |
| Keepers       | Keepers             | Keepers     | Keepers    | Keepers  |
| ------------- | ------------------- | ----------- | ---------- | -------- |
| 1             | Thorsten Kirschbaum | Duitsland   | 20-04-1987 | 2021     |
| 16            | Delano van Crooij   | Nederland   | 05-06-1991 | 2022     |
| 22            | Bram Verbong        | Nederland   | 23-12-1999 | 2021     |
| 30            | Jens Craenmehr      | Nederland   | 30-04-2002 | amateur  |
| Verdedigers   |                     |             |            |          |
| 2             | Tobias Pachonik     | Duitsland   | 04-01-1995 | 2022     |
| 3             | Arjan Swinkels      | Nederland   | 15-10-1984 | 2021     |
| 4             | Roy Gelmi           | Zwitserland | 01-03-1995 | 2022     |
| 5             | Steffen Schäfer     | Duitsland   | 01-05-1994 | 2021     |
| 14            | Christian Kum       | Nederland   | 13-09-1985 | 2021     |
| 17            | Tristan Dekker      | Nederland   | 27-03-1998 | 2021     |
| 18            | Stan van Dijck      | Nederland   | 07-10-2000 | 2022     |
| 26            | Lukas Schmitz       | Duitsland   | 13-10-1988 | 2022     |
| 36            | Joep Munsters       | Nederland   | 29-03-2002 | amateur  |
| 38            | Leon Guwara         | Duitsland   | 28-06-1996 | gehuurd  |
| 42            | Fin Pleunis         | Nederland   | 07-05-2002 | amateur  |
| 44            | Joël Roeffen        | Nederland   | 04-08-2001 | amateur  |
| 44            | Kristopher Da Graca | Zweden      | 16-01-1998 | 2023     |
| Middenvelders |                     |             |            |          |
| 6             | Danny Post          | Nederland   | 07-04-1989 | 2022     |
| 8             | Zinédine Machach    | Frankrijk   | 05-01-1996 | gehuurd  |
| 9             | Ante Ćorić          | Kroatië     | 14-04-1997 | gehuurd  |
| 15            | Simon Janssen       | Nederland   | 25-09-2000 | 2021     |
| 18            | Christos Donis      | Griekenland | 09-10-1994 | gehuurd  |
| 21            | Evert Linthorst     | Nederland   | 03-03-2000 | 2022     |
| 23            | Nezar S'rifi        | België      | 15-07-2000 | 2021     |
| 24            | Wassim Essanoussi   | Nederland   | 28-10-2003 | 2022     |
| 29            | Lars Nabbe          | Nederland   | 13-01-2002 | amateur  |
| 37            | Meritan Shabani     | Duitsland   | 15-03-1999 | gehuurd  |
| 42            | Richard Neudecker   | Duitsland   | 29-10-1996 | 2022     |
| Aanvallers    |                     |             |            |          |
| 7             | Guus Hupperts       | Nederland   | 25-04-1992 | 2022     |
| 10            | Vito van Crooij     | Nederland   | 29-01-1996 | 2024     |
| 11            | Giorgos Giakoumakis | Griekenland | 09-12-1994 | 2022     |
| 12            | Joshua John         | Aruba       | 01-10-1988 | 2021     |
| 19            | Yahcuroo Roemer     | Nederland   | 22-07-2001 | 2022     |
| 20            | Aaron Bastiaans     | Nederland   | 04-04-2002 | 2021     |
| 21            | Anastasios Donis    | Griekenland | 29-08-1996 | gehuurd  |
| 25            | Jafar Arias         | Curaçao     | 16-06-1995 | 2021     |
| 27            | Torino Hunte        | Nederland   | 14-12-1990 | 2021     |
| 40            | Thijme Verheijen    | Nederland   | 13-04-2003 | amateur  |
| 41            | Jessy Hendrikx      | Nederland   | 23-01-2002 | amateur  |

### Aangetrokken spelers
| Nat.     | Naam                | Van                                         | Bijzonderheden |
| Zomer    | Zomer               | Zomer                                       | Zomer          |
| -------- | ------------------- | ------------------------------------------- | -------------- |
| CW       | Jafar Arias         | FC Emmen                                    | Transfervrij   |
| NL       | Vito van Crooij     | PEC Zwolle                                  | onbekend       |
| CH       | Roy Gelmi           | FC Thun                                     | Was al gehuurd |
| GR       | Giorgos Giakoumakis | AEK Athene (was verhuurd aan Górnik Zabrze) | € 200.000,-    |
| NL       | Jessy Hendrikx      | VVV-Venlo O19                               | Amateur        |
| NL       | Guus Hupperts       | KSC Lokeren                                 | Transfervrij   |
| AW       | Joshua John         | Qaysar FK                                   | Transfervrij   |
| NL       | Lars Nabbe          | VVV-Venlo O19                               | Amateur        |
| NL       | Fin Pleunis         | VVV-Venlo O19                               | Amateur        |
| NL       | Joël Roeffen        | VVV-Venlo O19                               | Amateur        |
| DE       | Lukas Schmitz       | Wolfsberger AC                              | Transfervrij   |
| BE       | Nezar S'rifi        | Lierse Kempenzonen Reserve                  | Transfervrij   |
| NL       | Arjan Swinkels      | KV Mechelen                                 | Transfervrij   |
| NL       | Thijme Verheijen    | VVV-Venlo O19                               | Amateur        |
| Najaar   |                     |                                             |                |
| HR       | Ante Ćorić          | AS Roma                                     | Gehuurd        |
| NL       | Torino Hunte        | Almere City FC                              | Transfervrij   |
| FR       | Zinédine Machach    | Napoli                                      | Gehuurd        |
| Winter   |                     |                                             |                |
| SE       | Kristopher Da Graca | IFK Göteborg                                | € 150.000,-    |
| GR       | Anastasios Donis    | Stade de Reims                              | Gehuurd        |
| GR       | Christos Donis      | Ascoli                                      | Gehuurd        |
| DE       | Leon Guwara         | FC Utrecht                                  | Gehuurd        |
| DE       | Meritan Shabani     | Wolverhampton Wanderers                     | Gehuurd        |
| Voorjaar |                     |                                             |                |
| NL       | Ramon de Wilde      | Helmond Sport                               | Was verhuurd   |

### Vertrokken spelers
| Nat.   | Naam              | Naar               | Bijzonderheden                    |
| Zomer  | Zomer             | Zomer              | Zomer                             |
| ------ | ----------------- | ------------------ | --------------------------------- |
| RS     | Marko Antunić     | VV Walram          | Transfervrij                      |
| NL     | Levy Bosch        | VVV O21            |                                   |
| NL     | Thomas Bruns      | Vitesse            | Einde huur                        |
| EN     | Lee Cattermole    | Gestopt            | Transfervrij                      |
| DZ     | Oussama Darfalou  | Vitesse            | Einde huur                        |
| NL     | Roel Janssen      | Fortuna Sittard    | Transfervrij                      |
| GR     | Sotirios Kokkinis | Willem II O21      | Transfervrij                      |
| DE     | Richard Neudecker | TSV 1860 München   | Transfervrij (contract ontbonden) |
| NL     | Peter van Ooijen  | KFC Uerdingen 05   | Transfervrij                      |
| NL     | Johnatan Opoku    | De Graafschap      | Transfervrij                      |
| DE     | Nils Röseler      | SV Sandhausen      | Transfervrij                      |
| EN     | Jerome Sinclair   | Watford            | Einde huur                        |
| NL     | Paul Wienhoven    | Venlosche Boys     | Transfervrij                      |
| US     | Haji Wright       | SønderjyskE        | Transfervrij                      |
| DE     | John Yeboah       | VfL Wolfsburg      | Einde huur                        |
| Najaar |                   |                    |                                   |
| NL     | Jessy Hendrikx    | Helmond Sport      | Verhuurd                          |
| NL     | Joël Roeffen      | Helmond Sport      | Verhuurd                          |
| NL     | Ramon de Wilde    | Helmond Sport      | Verhuurd                          |
| Winter |                   |                    |                                   |
| NL     | Aaron Bastiaans   | Helmond Sport      | Verhuurd                          |
| HR     | Ante Ćorić        | Olimpija Ljubljana | Was gehuurd van AS Roma           |
| NL     | Stan van Dijck    | Roda JC Kerkrade   | Verhuurd                          |
| NL     | Evert Linthorst   | Al-Ittihad Kalba   | € 600.000,-                       |

### Staf
| Hans de Koning   | hoofdtrainer      |
| Jos Luhukay      | hoofdtrainer      |
| Jay Driessen     | assistent-trainer |
| Mark Luijpers    | assistent-trainer |
| John Roox        | keeperstrainer    |
| Frank Demouge    | spitsentrainer    |
| Dirk Marcellis   | performance coach |
| Jordy Reneerkens | trainer O21       |
| Hans Kuijpers    | fysiotherapeut    |
| Falk Louwers     | fysiotherapeut    |
| Rinus Louwers    | fysiotherapeut    |
| Harold Kerren    | verzorger         |
| Rolf Timmermans  | teamarts          |
| Wim Jacobs       | teammanager       |

## Wedstrijden

### Eredivisie
Speelronde 1:
| Zondag 13 september 2020, 12:15 | FC Emmen                        | 3-5 (1-0) | VVV-Venlo                                                                       | Opstelling FC Emmen | Opstelling VVV-Venlo |  |
| Stadion: De Oude Meerdijk, Emmen Toeschouwers: 2.400 (uitverkocht) Arbiter: Mulder | De Vos 4' Kolar 49' Laursen 76' |           | 50' Giakoumakis 65' (pen.) Giakoumakis 72' Giakoumakis 90' Pachonik 90+4' Arias | Telgenkamp, Bijl, Araujo , Veendorp 90+1' ( Bakker), Cavlan, Chacón 64', Tibbling, Peña, Laursen, Kolar 87', De Vos 87' ( Sidibe) RESERVEBANK: Jalving, Van der Lei, Timmerman, Granečný, Payne, Ben Moussa, Bernadou, Caciano | Kirschbaum, Pachonik, Gelmi, Kum 67', Schmitz, Post 39', Linthorst, V. van Crooij, Hupperts 20' 62' ( Janssen), Giakoumakis 87' ( Arias), John RESERVEBANK: D. van Crooij, Verbong, Swinkels, Schäfer, Dekker, Van Dijck, Bastiaans, S'rifi, Essanoussi, Roemer |  |
| Stadion: De Oude Meerdijk, Emmen Toeschouwers: 2.400 (uitverkocht) Arbiter: Mulder |                                 |           |                                                                                 | Telgenkamp, Bijl, Araujo , Veendorp 90+1' ( Bakker), Cavlan, Chacón 64', Tibbling, Peña, Laursen, Kolar 87', De Vos 87' ( Sidibe) RESERVEBANK: Jalving, Van der Lei, Timmerman, Granečný, Payne, Ben Moussa, Bernadou, Caciano | Kirschbaum, Pachonik, Gelmi, Kum 67', Schmitz, Post 39', Linthorst, V. van Crooij, Hupperts 20' 62' ( Janssen), Giakoumakis 87' ( Arias), John RESERVEBANK: D. van Crooij, Verbong, Swinkels, Schäfer, Dekker, Van Dijck, Bastiaans, S'rifi, Essanoussi, Roemer |  |
| Stadion: De Oude Meerdijk, Emmen Toeschouwers: 2.400 (uitverkocht) Arbiter: Mulder |                                 |           |                                                                                 | Telgenkamp, Bijl, Araujo , Veendorp 90+1' ( Bakker), Cavlan, Chacón 64', Tibbling, Peña, Laursen, Kolar 87', De Vos 87' ( Sidibe) RESERVEBANK: Jalving, Van der Lei, Timmerman, Granečný, Payne, Ben Moussa, Bernadou, Caciano | Kirschbaum, Pachonik, Gelmi, Kum 67', Schmitz, Post 39', Linthorst, V. van Crooij, Hupperts 20' 62' ( Janssen), Giakoumakis 87' ( Arias), John RESERVEBANK: D. van Crooij, Verbong, Swinkels, Schäfer, Dekker, Van Dijck, Bastiaans, S'rifi, Essanoussi, Roemer |  |
| Bijz.: De 1e speelronde stond aanvankelijk geprogrammeerd voor het weekend van 15/16 augustus 2020. Beperkte toeschouwerscapaciteit t.g.v. coronapandemie. Competitiedebuut Schmitz, Hupperts, Giakoumakis, John en Arias namens VVV. Handsbal van Chacón in de 63e minuut werd aanvankelijk over het hoofd gezien door scheidsrechter Siemen Mulder. Na ingrijpen van de videoscheidsrechter (VAR) Jeroen Manschot kreeg VVV alsnog een penalty toegekend. |                                 |           |                                                                                 | | |  |

Speelronde 2:
| Vrijdag 18 september 2020, 20:00 | VVV-Venlo   | 1-1 (1-0) | FC Utrecht  | Opstelling VVV-Venlo | Opstelling FC Utrecht |  |
| Stadion: Stadion De Koel, Venlo Toeschouwers: 1.435 (uitverkocht) Arbiter: Dieperink                                                                   | Hupperts 8' |           | 58' Klaiber | Kirschbaum, Pachonik, Gelmi, Kum, Schmitz, Post 38', Linthorst, V. van Crooij 77', Hupperts 68' ( Dekker), Giakoumakis 79' ( Arias), John RESERVEBANK: D. van Crooij, Verbong, Swinkels, Schäfer, Janssen, Van Dijck, Bastiaans, S'rifi, Essanoussi, Roemer | Paes, Klaiber, St. Jago, Hoogma, Warmerdam, Maher, Gustafson , Van Overeem 82' ( Boussaid), Kerk 68' ( Arzani), Mahi 82' ( Elia 90+4'), Ramselaar RESERVEBANK: Nijhuis, De Keijzer, Van der Maarel, Guwara, Bergström, Van de Streek, Velanas, Van den Berg, Emanuelson |  |
| Stadion: Stadion De Koel, Venlo Toeschouwers: 1.435 (uitverkocht) Arbiter: Dieperink                                                                   |             |           |             | Kirschbaum, Pachonik, Gelmi, Kum, Schmitz, Post 38', Linthorst, V. van Crooij 77', Hupperts 68' ( Dekker), Giakoumakis 79' ( Arias), John RESERVEBANK: D. van Crooij, Verbong, Swinkels, Schäfer, Janssen, Van Dijck, Bastiaans, S'rifi, Essanoussi, Roemer | Paes, Klaiber, St. Jago, Hoogma, Warmerdam, Maher, Gustafson , Van Overeem 82' ( Boussaid), Kerk 68' ( Arzani), Mahi 82' ( Elia 90+4'), Ramselaar RESERVEBANK: Nijhuis, De Keijzer, Van der Maarel, Guwara, Bergström, Van de Streek, Velanas, Van den Berg, Emanuelson |  |
| Stadion: Stadion De Koel, Venlo Toeschouwers: 1.435 (uitverkocht) Arbiter: Dieperink                                                                   |             |           |             | Kirschbaum, Pachonik, Gelmi, Kum, Schmitz, Post 38', Linthorst, V. van Crooij 77', Hupperts 68' ( Dekker), Giakoumakis 79' ( Arias), John RESERVEBANK: D. van Crooij, Verbong, Swinkels, Schäfer, Janssen, Van Dijck, Bastiaans, S'rifi, Essanoussi, Roemer | Paes, Klaiber, St. Jago, Hoogma, Warmerdam, Maher, Gustafson , Van Overeem 82' ( Boussaid), Kerk 68' ( Arzani), Mahi 82' ( Elia 90+4'), Ramselaar RESERVEBANK: Nijhuis, De Keijzer, Van der Maarel, Guwara, Bergström, Van de Streek, Velanas, Van den Berg, Emanuelson |  |
| Bijz.: Eerste competitiewedstrijd VVV op natuurgras in eigen stadion sinds het seizoen 2013-14. Beperkte toeschouwerscapaciteit t.g.v. coronapandemie. |             |           |             | | |  |

Speelronde 3:
| Zaterdag 26 september 2020, 20:00 | sc Heerenveen         | 1-0 (1-0) | VVV-Venlo | Opstelling sc Heerenveen | Opstelling VVV-Venlo |  |
| Stadion: Abe Lenstra Stadion, Heerenveen Toeschouwers: 6.500 (uitverkocht) Arbiter: Blom                                                                          | J. Veerman 32' (pen.) |           |           | Mulder, Floranus 57', Bochniewicz, Van Hecke, Woudenberg, Kongolo, Batista Meier 68' ( Hajal), J. Veerman 82' ( Drešević), Van Bergen, H. Veerman , Van der Heide 82' ( Driouech) RESERVEBANK: Kroesen, Akujobi, Dewaele, Smit | Kirschbaum, Pachonik 63', Gelmi, Kum, Dekker, Post 46' ( Janssen 80'), Linthorst, V. van Crooij 62'), Hupperts 68' ( Van Dijck), Giakoumakis, John 68' ( Arias) RESERVEBANK: D. van Crooij, Verbong, Schäfer, Roemer, Bastiaans, S'rifi, Essanoussi |  |
| Stadion: Abe Lenstra Stadion, Heerenveen Toeschouwers: 6.500 (uitverkocht) Arbiter: Blom                                                                          |                       |           |           | Mulder, Floranus 57', Bochniewicz, Van Hecke, Woudenberg, Kongolo, Batista Meier 68' ( Hajal), J. Veerman 82' ( Drešević), Van Bergen, H. Veerman , Van der Heide 82' ( Driouech) RESERVEBANK: Kroesen, Akujobi, Dewaele, Smit | Kirschbaum, Pachonik 63', Gelmi, Kum, Dekker, Post 46' ( Janssen 80'), Linthorst, V. van Crooij 62'), Hupperts 68' ( Van Dijck), Giakoumakis, John 68' ( Arias) RESERVEBANK: D. van Crooij, Verbong, Schäfer, Roemer, Bastiaans, S'rifi, Essanoussi |  |
| Stadion: Abe Lenstra Stadion, Heerenveen Toeschouwers: 6.500 (uitverkocht) Arbiter: Blom                                                                          |                       |           |           | Mulder, Floranus 57', Bochniewicz, Van Hecke, Woudenberg, Kongolo, Batista Meier 68' ( Hajal), J. Veerman 82' ( Drešević), Van Bergen, H. Veerman , Van der Heide 82' ( Driouech) RESERVEBANK: Kroesen, Akujobi, Dewaele, Smit | Kirschbaum, Pachonik 63', Gelmi, Kum, Dekker, Post 46' ( Janssen 80'), Linthorst, V. van Crooij 62'), Hupperts 68' ( Van Dijck), Giakoumakis, John 68' ( Arias) RESERVEBANK: D. van Crooij, Verbong, Schäfer, Roemer, Bastiaans, S'rifi, Essanoussi |  |
| Bijz.: Indien AZ op donderdag 24 september Europa League speelt, wordt de wedstrijd verplaatst naar 21:00. Beperkte toeschouwerscapaciteit t.g.v. coronapandemie. |                       |           |           | | |  |

Speelronde 4:
| Zaterdag 3 oktober 2020, 20:00 | VVV-Venlo      | 1-2 (1-1) | ADO Den Haag                  | Opstelling VVV-Venlo | Opstelling ADO Den Haag |  |
| Stadion: Stadion De Koel, Venlo Toeschouwers: 0 Arbiter: Nijhuis | Giakoumakis 4' |           | 3' (pen.) Pinas 90+3' Philipp | Kirschbaum 46' ( D. van Crooij), Dekker, Gelmi 3', Kum , Schmitz, Linthorst 52', Machach 62' ( Swinkels), V. van Crooij, Hupperts 68' ( Bastiaans), Giakoumakis, John 81' ( Arias) RESERVEBANK: Verbong, Schäfer, Van Dijck, Post, S'rifi, Essanoussi, Nabbe, Roemer | Koopmans, Van Ewijk 53', Bijen , Pinas, Faye, Rigo, De Boer, Bourard 63' ( Elmkies), Besuijen, Arweiler 74' ( Kramer), Ćatić 80' ( Philipp) RESERVEBANK: Zwinkels, Schoonderwaldt, Kemper, Rațiu, Del Fabro, Goossens, Ould-Chikh |  |
| Stadion: Stadion De Koel, Venlo Toeschouwers: 0 Arbiter: Nijhuis |                |           |                               | Kirschbaum 46' ( D. van Crooij), Dekker, Gelmi 3', Kum , Schmitz, Linthorst 52', Machach 62' ( Swinkels), V. van Crooij, Hupperts 68' ( Bastiaans), Giakoumakis, John 81' ( Arias) RESERVEBANK: Verbong, Schäfer, Van Dijck, Post, S'rifi, Essanoussi, Nabbe, Roemer | Koopmans, Van Ewijk 53', Bijen , Pinas, Faye, Rigo, De Boer, Bourard 63' ( Elmkies), Besuijen, Arweiler 74' ( Kramer), Ćatić 80' ( Philipp) RESERVEBANK: Zwinkels, Schoonderwaldt, Kemper, Rațiu, Del Fabro, Goossens, Ould-Chikh |  |
| Stadion: Stadion De Koel, Venlo Toeschouwers: 0 Arbiter: Nijhuis |                |           |                               | Kirschbaum 46' ( D. van Crooij), Dekker, Gelmi 3', Kum , Schmitz, Linthorst 52', Machach 62' ( Swinkels), V. van Crooij, Hupperts 68' ( Bastiaans), Giakoumakis, John 81' ( Arias) RESERVEBANK: Verbong, Schäfer, Van Dijck, Post, S'rifi, Essanoussi, Nabbe, Roemer | Koopmans, Van Ewijk 53', Bijen , Pinas, Faye, Rigo, De Boer, Bourard 63' ( Elmkies), Besuijen, Arweiler 74' ( Kramer), Ćatić 80' ( Philipp) RESERVEBANK: Zwinkels, Schoonderwaldt, Kemper, Rațiu, Del Fabro, Goossens, Ould-Chikh |  |
| Bijz.: Geen toeschouwers toegelaten t.g.v. nieuwe maatregelen coronapandemie. Pachonik en Janssen geschorst (1e wedstrijd) vanwege directe rode kaart in de competitiewedstrijd sc Heerenveen - VVV. Competitiedebuut Machach en Swinkels namens VVV. Handsbal van Gelmi in de 2e minuut werd aanvankelijk over het hoofd gezien door scheidsrechter Bas Nijhuis. Na ingrijpen van de videoscheidsrechter (VAR) Edwin van de Graaf kreeg ADO Den Haag alsnog een penalty toegekend. |                |           |                               | | |  |

Speelronde 5:
| Zaterdag 17 oktober 2020, 20:00 | AZ                     | 2-2 (2-0) | VVV-Venlo                            | Opstelling AZ | Opstelling VVV-Venlo |  |
| Stadion: AFAS Stadion, Alkmaar Toeschouwers: 0 Arbiter: Bax | Karlsson 2' Stengs 24' |           | 86' Linthorst 88' (pen.) Giakoumakis | Verhulst, Svensson 41', Leeuwin, Martins Indi, Wijndal, T. Koopmeiners , Midtsjø, De Wit 78', Stengs, Boadu, Karlsson 63' ( Hatzidiakos) RESERVEBANK: Evora, Krul, Sugawara, Castillo, Reijnders, Evjen, Guðmundsson, Aboukhlal | D. van Crooij, Dekker, Swinkels, Kum , Schmitz 81' ( Van Dijck), Gelmi 30' 46' ( Hunte 46'), Machach 19' 63' ( Ćorić), Linthorst, John 74' ( Arias), Giakoumakis, V. van Crooij RESERVEBANK: Verbong, Craenmehr, Schäfer, Essanoussi, Nabbe, Hupperts, Roemer |  |
| Stadion: AFAS Stadion, Alkmaar Toeschouwers: 0 Arbiter: Bax |                        |           |                                      | Verhulst, Svensson 41', Leeuwin, Martins Indi, Wijndal, T. Koopmeiners , Midtsjø, De Wit 78', Stengs, Boadu, Karlsson 63' ( Hatzidiakos) RESERVEBANK: Evora, Krul, Sugawara, Castillo, Reijnders, Evjen, Guðmundsson, Aboukhlal | D. van Crooij, Dekker, Swinkels, Kum , Schmitz 81' ( Van Dijck), Gelmi 30' 46' ( Hunte 46'), Machach 19' 63' ( Ćorić), Linthorst, John 74' ( Arias), Giakoumakis, V. van Crooij RESERVEBANK: Verbong, Craenmehr, Schäfer, Essanoussi, Nabbe, Hupperts, Roemer |  |
| Stadion: AFAS Stadion, Alkmaar Toeschouwers: 0 Arbiter: Bax |                        |           |                                      | Verhulst, Svensson 41', Leeuwin, Martins Indi, Wijndal, T. Koopmeiners , Midtsjø, De Wit 78', Stengs, Boadu, Karlsson 63' ( Hatzidiakos) RESERVEBANK: Evora, Krul, Sugawara, Castillo, Reijnders, Evjen, Guðmundsson, Aboukhlal | D. van Crooij, Dekker, Swinkels, Kum , Schmitz 81' ( Van Dijck), Gelmi 30' 46' ( Hunte 46'), Machach 19' 63' ( Ćorić), Linthorst, John 74' ( Arias), Giakoumakis, V. van Crooij RESERVEBANK: Verbong, Craenmehr, Schäfer, Essanoussi, Nabbe, Hupperts, Roemer |  |
| Bijz.: Oorspronkelijke tijdstip 21:00. Verplaatst in verband met de Europese wedstrijden van Ajax, PSV, Feyenoord en AZ. Geen toeschouwers toegelaten t.g.v. maatregelen coronapandemie. Pachonik en Janssen geschorst (2e wedstrijd) vanwege directe rode kaart in de competitiewedstrijd sc Heerenveen - VVV. Competitiedebuut Ćorić namens VVV. |                        |           |                                      | | |  |

Speelronde 6:
| Zaterdag 24 oktober 2020, 16:30 | VVV-Venlo | 0-13 (0-4) | Ajax | Opstelling VVV-Venlo | Opstelling Ajax |  |
| Stadion: Stadion De Koel, Venlo Toeschouwers: 0 Arbiter: Makkelie |           |            | 12' Ekkelenkamp 17' Traoré 32' Traoré 44' Tadić 54' Traoré 55' Antony 57' Ekkelenkamp 59' Blind 65' Traoré 74' (pen.) Huntelaar 76' Huntelaar 78' Martínez 87' Traoré | D. van Crooij, Pachonik, Swinkels, Kum 51', Schmitz, Post 18' 46' ( Janssen), Linthorst 65' ( Van Dijck), Machach 46' ( Roemer), V. van Crooij, Giakoumakis 79' ( Essanoussi), Hunte 54' ( Gelmi) RESERVEBANK: Verbong, Craenmehr, Schäfer, Dekker, S'rifi, Ćorić, Hupperts, Arias | Onana, Klaiber, Schuurs, Blind 70' ( Álvarez), Tagliafico 46' ( Martínez), Ekkelenkamp, Gravenberch 70' ( Huntelaar), Klaassen, Antony 70' ( Labyad), Traoré, Tadić 46' ( Promes) RESERVEBANK: Stekelenburg, Kotarski, Mazraoui, Taylor, Neres |  |
| Stadion: Stadion De Koel, Venlo Toeschouwers: 0 Arbiter: Makkelie |           |            | | D. van Crooij, Pachonik, Swinkels, Kum 51', Schmitz, Post 18' 46' ( Janssen), Linthorst 65' ( Van Dijck), Machach 46' ( Roemer), V. van Crooij, Giakoumakis 79' ( Essanoussi), Hunte 54' ( Gelmi) RESERVEBANK: Verbong, Craenmehr, Schäfer, Dekker, S'rifi, Ćorić, Hupperts, Arias | Onana, Klaiber, Schuurs, Blind 70' ( Álvarez), Tagliafico 46' ( Martínez), Ekkelenkamp, Gravenberch 70' ( Huntelaar), Klaassen, Antony 70' ( Labyad), Traoré, Tadić 46' ( Promes) RESERVEBANK: Stekelenburg, Kotarski, Mazraoui, Taylor, Neres |  |
| Stadion: Stadion De Koel, Venlo Toeschouwers: 0 Arbiter: Makkelie |           |            | | D. van Crooij, Pachonik, Swinkels, Kum 51', Schmitz, Post 18' 46' ( Janssen), Linthorst 65' ( Van Dijck), Machach 46' ( Roemer), V. van Crooij, Giakoumakis 79' ( Essanoussi), Hunte 54' ( Gelmi) RESERVEBANK: Verbong, Craenmehr, Schäfer, Dekker, S'rifi, Ćorić, Hupperts, Arias | Onana, Klaiber, Schuurs, Blind 70' ( Álvarez), Tagliafico 46' ( Martínez), Ekkelenkamp, Gravenberch 70' ( Huntelaar), Klaassen, Antony 70' ( Labyad), Traoré, Tadić 46' ( Promes) RESERVEBANK: Stekelenburg, Kotarski, Mazraoui, Taylor, Neres |  |
| Bijz.: Geen toeschouwers toegelaten t.g.v. maatregelen coronapandemie. Competitiedebuut Roemer en Essanoussi namens VVV. Overtreding van Kum op Antony in de 51e minuut werd aanvankelijk slechts met een gele kaart bestraft door scheidsrechter Danny Makkelie. Na ingrijpen van de videoscheidsrechter (VAR) Richard Martens werd de gele kaart omgezet in een rode kaart. De 13-0 uitslag is een nieuwe recordoverwinning in de geschiedenis van de Eredivisie. |           |            | | | |  |

Speelronde 7:
| Zaterdag 31 oktober 2020, 20:00 | FC Groningen                  | 2-1 (1-0) | VVV-Venlo         | Opstelling FC Groningen | Opstelling VVV-Venlo |  |
| Stadion: Hitachi Capital Mobility Stadion, Groningen Toeschouwers: 0 Arbiter: Lindhout | Joosten 26' Strand Larsen 48' |           | 90+5' Giakoumakis | Padt, Dankerlui, Dammers, Itakura, Van Hintum, El Messaoudi, Matusiwa , D. van Kaam 46' ( Lundqvist), Da Cruz 60' ( El Hankouri), Strand Larsen 90' ( Balk), Joosten 75' ( Gudmundsson 88') RESERVEBANK: De Boer, Bertrams, Miguel, Leal, Poll, Schreck, Suslov, J. van Kaam | Kirschbaum, Pachonik 49' ( Van Dijck), Gelmi, Swinkels, Schäfer, Post , Linthorst, Janssen 62' ( Arias), Machach 62' ( Hunte), Giakoumakis, V. van Crooij RESERVEBANK: Verbong, D. van Crooij, Nabbe, Essanoussi, S'rifi, Bastiaans, Hupperts, Roemer |  |
| Stadion: Hitachi Capital Mobility Stadion, Groningen Toeschouwers: 0 Arbiter: Lindhout |                               |           |                   | Padt, Dankerlui, Dammers, Itakura, Van Hintum, El Messaoudi, Matusiwa , D. van Kaam 46' ( Lundqvist), Da Cruz 60' ( El Hankouri), Strand Larsen 90' ( Balk), Joosten 75' ( Gudmundsson 88') RESERVEBANK: De Boer, Bertrams, Miguel, Leal, Poll, Schreck, Suslov, J. van Kaam | Kirschbaum, Pachonik 49' ( Van Dijck), Gelmi, Swinkels, Schäfer, Post , Linthorst, Janssen 62' ( Arias), Machach 62' ( Hunte), Giakoumakis, V. van Crooij RESERVEBANK: Verbong, D. van Crooij, Nabbe, Essanoussi, S'rifi, Bastiaans, Hupperts, Roemer |  |
| Stadion: Hitachi Capital Mobility Stadion, Groningen Toeschouwers: 0 Arbiter: Lindhout |                               |           |                   | Padt, Dankerlui, Dammers, Itakura, Van Hintum, El Messaoudi, Matusiwa , D. van Kaam 46' ( Lundqvist), Da Cruz 60' ( El Hankouri), Strand Larsen 90' ( Balk), Joosten 75' ( Gudmundsson 88') RESERVEBANK: De Boer, Bertrams, Miguel, Leal, Poll, Schreck, Suslov, J. van Kaam | Kirschbaum, Pachonik 49' ( Van Dijck), Gelmi, Swinkels, Schäfer, Post , Linthorst, Janssen 62' ( Arias), Machach 62' ( Hunte), Giakoumakis, V. van Crooij RESERVEBANK: Verbong, D. van Crooij, Nabbe, Essanoussi, S'rifi, Bastiaans, Hupperts, Roemer |  |
| Bijz.: Geen toeschouwers toegelaten t.g.v. maatregelen coronapandemie. Kum geschorst (2e wedstrijd) vanwege directe rode kaart in de competitiewedstrijd VVV - Ajax. 100e competitiewedstrijd Hunte namens VVV. |                               |           |                   | | |  |

Speelronde 8:
| Zaterdag 7 november 2020, 18:45 | VVV-Venlo                                                          | 3-2 (0-1) | Heracles Almelo                    | Opstelling VVV-Venlo | Opstelling Heracles Almelo |  |
| Stadion: Stadion De Koel, Venlo Toeschouwers: 0 Arbiter: Martens | Giakoumakis 24' (pen.) Arias 51' V. van Crooij 67' Giakoumakis 88' |           | 38' Van der Water 78' (pen.) Vloet | Kirschbaum, Pachonik, Gelmi, Swinkels 63' ( Kum), Schäfer 63' ( Schmitz), Post 32', V. van Crooij 37', Linthorst, Hunte 75' ( Hupperts), Giakoumakis, Arias RESERVEBANK: D. van Crooij, Verbong, Van Dijck, Machach, Janssen, Bastiaans, Essanoussi, Nabbe, Roemer | Bucker, Breukers, Pröpper , Knoester, Hardeveld, Schoofs, Vloet 79' ( Rente), Bijleveld, Van der Water 46' ( Cijntje), Szőke 45+2', De la Torre RESERVEBANK: Mesenhöler, Fadiga, Oubella, Agca, Bakış, Burgzorg |  |
| Stadion: Stadion De Koel, Venlo Toeschouwers: 0 Arbiter: Martens |                                                                    |           |                                    | Kirschbaum, Pachonik, Gelmi, Swinkels 63' ( Kum), Schäfer 63' ( Schmitz), Post 32', V. van Crooij 37', Linthorst, Hunte 75' ( Hupperts), Giakoumakis, Arias RESERVEBANK: D. van Crooij, Verbong, Van Dijck, Machach, Janssen, Bastiaans, Essanoussi, Nabbe, Roemer | Bucker, Breukers, Pröpper , Knoester, Hardeveld, Schoofs, Vloet 79' ( Rente), Bijleveld, Van der Water 46' ( Cijntje), Szőke 45+2', De la Torre RESERVEBANK: Mesenhöler, Fadiga, Oubella, Agca, Bakış, Burgzorg |  |
| Stadion: Stadion De Koel, Venlo Toeschouwers: 0 Arbiter: Martens |                                                                    |           |                                    | Kirschbaum, Pachonik, Gelmi, Swinkels 63' ( Kum), Schäfer 63' ( Schmitz), Post 32', V. van Crooij 37', Linthorst, Hunte 75' ( Hupperts), Giakoumakis, Arias RESERVEBANK: D. van Crooij, Verbong, Van Dijck, Machach, Janssen, Bastiaans, Essanoussi, Nabbe, Roemer | Bucker, Breukers, Pröpper , Knoester, Hardeveld, Schoofs, Vloet 79' ( Rente), Bijleveld, Van der Water 46' ( Cijntje), Szőke 45+2', De la Torre RESERVEBANK: Mesenhöler, Fadiga, Oubella, Agca, Bakış, Burgzorg |  |
| Bijz.: Geen toeschouwers toegelaten t.g.v. maatregelen coronapandemie. Overtreding van Knoester op Giakoumakis in de 22e minuut werd aanvankelijk over het hoofd gezien door scheidsrechter Richard Martens. Na ingrijpen van de videoscheidsrechter (VAR) Erwin Blank kreeg VVV alsnog een penalty toegekend. Elleboogstoot van Szőke op Post in de 45e minuut werd eveneens over het hoofd gezien door de scheidsrechter. Na opnieuw ingrijpen van de VAR werd die overtreding alsnog bestraft met een rode kaart. |                                                                    |           |                                    | | |  |

Speelronde 9:
| Zaterdag 21 november 2020, 18:45                                          | Willem II              | 2-1 (2-1) | VVV-Venlo       | Opstelling Willem II | Opstelling VVV-Venlo |  |
| Stadion: Koning Willem II Stadion, Tilburg Toeschouwers: 0 Arbiter: Blank | Pavlidis 7' Sağlam 18' |           | 34' Giakoumakis | Brondeel, Owusu 81' ( Schippers), Holmén, Peters , Nelom, Sağlam, Trésor 86', Llonch 62', Nunnely 67' ( Yeboah), Pavlidis 79' ( Gladon), Romeny RESERVEBANK: Van den Berg, Schut, Van der Heijden, Van den Bogert, Zuijderwijk, Köhlert | Kirschbaum, Pachonik, Gelmi 88' ( Machach), Swinkels, Schäfer 84' ( Kum), Post , V. van Crooij, Linthorst 80' ( John), Hunte 73' 80' ( Hupperts), Giakoumakis 84' ( Van Dijck), Arias RESERVEBANK: D. van Crooij, Verbong, Dekker, Schmitz, Janssen, Bastiaans, Essanoussi |  |
| Stadion: Koning Willem II Stadion, Tilburg Toeschouwers: 0 Arbiter: Blank |                        |           |                 | Brondeel, Owusu 81' ( Schippers), Holmén, Peters , Nelom, Sağlam, Trésor 86', Llonch 62', Nunnely 67' ( Yeboah), Pavlidis 79' ( Gladon), Romeny RESERVEBANK: Van den Berg, Schut, Van der Heijden, Van den Bogert, Zuijderwijk, Köhlert | Kirschbaum, Pachonik, Gelmi 88' ( Machach), Swinkels, Schäfer 84' ( Kum), Post , V. van Crooij, Linthorst 80' ( John), Hunte 73' 80' ( Hupperts), Giakoumakis 84' ( Van Dijck), Arias RESERVEBANK: D. van Crooij, Verbong, Dekker, Schmitz, Janssen, Bastiaans, Essanoussi |  |
| Stadion: Koning Willem II Stadion, Tilburg Toeschouwers: 0 Arbiter: Blank |                        |           |                 | Brondeel, Owusu 81' ( Schippers), Holmén, Peters , Nelom, Sağlam, Trésor 86', Llonch 62', Nunnely 67' ( Yeboah), Pavlidis 79' ( Gladon), Romeny RESERVEBANK: Van den Berg, Schut, Van der Heijden, Van den Bogert, Zuijderwijk, Köhlert | Kirschbaum, Pachonik, Gelmi 88' ( Machach), Swinkels, Schäfer 84' ( Kum), Post , V. van Crooij, Linthorst 80' ( John), Hunte 73' 80' ( Hupperts), Giakoumakis 84' ( Van Dijck), Arias RESERVEBANK: D. van Crooij, Verbong, Dekker, Schmitz, Janssen, Bastiaans, Essanoussi |  |
| Bijz.: Geen toeschouwers toegelaten t.g.v. maatregelen coronapandemie.    |                        |           |                 | | |  |

Speelronde 10:
| Zaterdag 28 november 2020, 21:00                                       | VVV-Venlo                 | 2-2 (1-1) | PEC Zwolle                | Opstelling VVV-Venlo | Opstelling PEC Zwolle |  |
| Stadion: Stadion De Koel, Venlo Toeschouwers: 0 Arbiter: Dieperink     | Arias 21' Giakoumakis 78' |           | 36' Pherai 69' Van Duinen | Kirschbaum, Pachonik, Gelmi, Swinkels 57' ( Kum), Schäfer, Post , V. van Crooij, Linthorst, Hunte 71' ( John), Giakoumakis, Arias RESERVEBANK: D. van Crooij, Verbong, Dekker, Van Dijck, Machach, Janssen, Bastiaans, Essanoussi, Hupperts, Roemer | Zetterer, Van Wermeskerken, Kersten, Lam 90+3', Paal, Nakayama 9', Saymak 83' ( Leemans), Huiberts 82' ( Strieder), Reijnders 90+5' ( Doué), Van Duinen 87' ( Lagsir), Pherai 46' ( Drost) RESERVEBANK: Mous, Hauptmeijer, Van den Belt, Quispel |  |
| Stadion: Stadion De Koel, Venlo Toeschouwers: 0 Arbiter: Dieperink     |                           |           |                           | Kirschbaum, Pachonik, Gelmi, Swinkels 57' ( Kum), Schäfer, Post , V. van Crooij, Linthorst, Hunte 71' ( John), Giakoumakis, Arias RESERVEBANK: D. van Crooij, Verbong, Dekker, Van Dijck, Machach, Janssen, Bastiaans, Essanoussi, Hupperts, Roemer | Zetterer, Van Wermeskerken, Kersten, Lam 90+3', Paal, Nakayama 9', Saymak 83' ( Leemans), Huiberts 82' ( Strieder), Reijnders 90+5' ( Doué), Van Duinen 87' ( Lagsir), Pherai 46' ( Drost) RESERVEBANK: Mous, Hauptmeijer, Van den Belt, Quispel |  |
| Stadion: Stadion De Koel, Venlo Toeschouwers: 0 Arbiter: Dieperink     |                           |           |                           | Kirschbaum, Pachonik, Gelmi, Swinkels 57' ( Kum), Schäfer, Post , V. van Crooij, Linthorst, Hunte 71' ( John), Giakoumakis, Arias RESERVEBANK: D. van Crooij, Verbong, Dekker, Van Dijck, Machach, Janssen, Bastiaans, Essanoussi, Hupperts, Roemer | Zetterer, Van Wermeskerken, Kersten, Lam 90+3', Paal, Nakayama 9', Saymak 83' ( Leemans), Huiberts 82' ( Strieder), Reijnders 90+5' ( Doué), Van Duinen 87' ( Lagsir), Pherai 46' ( Drost) RESERVEBANK: Mous, Hauptmeijer, Van den Belt, Quispel |  |
| Bijz.: Geen toeschouwers toegelaten t.g.v. maatregelen coronapandemie. |                           |           |                           | | |  |

Speelronde 11:
| Zaterdag 5 december 2020, 16:30                                                                                        | RKC Waalwijk                       | 3-2 (1-1) | VVV-Venlo                                | Opstelling RKC Waalwijk | Opstelling VVV-Venlo |  |
| Stadion: Mandemakers Stadion, Waalwijk Toeschouwers: 0 Arbiter: Van de Graaf                                           | Stokkers 30' Touba 76' Daneels 87' |           | 35' (pen.) Giakoumakis 51' V. van Crooij | Lamprou, Bakari 52', Meulensteen, Touba 69', Quasten 62' ( Lutonda), Anita 59', Van der Venne, Tahiri , Ngonge 63' ( Daneels), Stokkers 90' ( Mulder), John 73' ( Damașcan) RESERVEBANK: Vaessen, Grim, Gaari, Nieuwpoort, Olsak, Azhil, Sow | D. van Crooij, Pachonik, Gelmi 25', 55', Kum, Schäfer 90+2' ( Machach 90+5'), Post 28', V. van Crooij, Linthorst 73' ( Janssen), Hunte 73' ( Hupperts), Giakoumakis, Arias 60' ( Van Dijck) RESERVEBANK: Verbong, Craenmehr, Swinkels, Dekker, Schmitz, S'rifi, Essanoussi, John |  |
| Stadion: Mandemakers Stadion, Waalwijk Toeschouwers: 0 Arbiter: Van de Graaf                                           |                                    |           |                                          | Lamprou, Bakari 52', Meulensteen, Touba 69', Quasten 62' ( Lutonda), Anita 59', Van der Venne, Tahiri , Ngonge 63' ( Daneels), Stokkers 90' ( Mulder), John 73' ( Damașcan) RESERVEBANK: Vaessen, Grim, Gaari, Nieuwpoort, Olsak, Azhil, Sow | D. van Crooij, Pachonik, Gelmi 25', 55', Kum, Schäfer 90+2' ( Machach 90+5'), Post 28', V. van Crooij, Linthorst 73' ( Janssen), Hunte 73' ( Hupperts), Giakoumakis, Arias 60' ( Van Dijck) RESERVEBANK: Verbong, Craenmehr, Swinkels, Dekker, Schmitz, S'rifi, Essanoussi, John |  |
| Stadion: Mandemakers Stadion, Waalwijk Toeschouwers: 0 Arbiter: Van de Graaf                                           |                                    |           |                                          | Lamprou, Bakari 52', Meulensteen, Touba 69', Quasten 62' ( Lutonda), Anita 59', Van der Venne, Tahiri , Ngonge 63' ( Daneels), Stokkers 90' ( Mulder), John 73' ( Damașcan) RESERVEBANK: Vaessen, Grim, Gaari, Nieuwpoort, Olsak, Azhil, Sow | D. van Crooij, Pachonik, Gelmi 25', 55', Kum, Schäfer 90+2' ( Machach 90+5'), Post 28', V. van Crooij, Linthorst 73' ( Janssen), Hunte 73' ( Hupperts), Giakoumakis, Arias 60' ( Van Dijck) RESERVEBANK: Verbong, Craenmehr, Swinkels, Dekker, Schmitz, S'rifi, Essanoussi, John |  |
| Bijz.: Geen toeschouwers toegelaten t.g.v. maatregelen coronapandemie. 200e competitiewedstrijd Danny Post namens VVV. |                                    |           |                                          | | |  |

Speelronde 12:
| Zondag 13 december 2020, 14:30 | VVV-Venlo | 0-3 (0-0) | Feyenoord                                | Opstelling VVV-Venlo | Opstelling Feyenoord |  |
| Stadion: Stadion De Koel, Venlo Toeschouwers: 0 Arbiter: Kuipers |           |           | 69' Toornstra 73' Berghuis 77' Toornstra | D. van Crooij, Pachonik, Kum , Swinkels 27' ( Schmitz), Schäfer, Linthorst, Hupperts 81' ( Machach), V. van Crooij, Hunte, Giakoumakis 53' ( John), Arias RESERVEBANK: Verbong, Craenmehr, Dekker, Ćorić, Janssen, S'rifi, Essanoussi, Nabbe, Roemer | Marsman, Geertruida, Spajić, Senesi, Malacia, Toornstra, Teixeira 75' ( Fer), Kökçü 84' ( Diemers), Berghuis , Jørgensen 83' ( Bannis), Linssen 58' ( Sinisterra) RESERVEBANK: Ten Hove, Nieuwkoop, Botteghin, Johnston, Wehrmann, Narsingh, Azarkan, Vente |  |
| Stadion: Stadion De Koel, Venlo Toeschouwers: 0 Arbiter: Kuipers |           |           |                                          | D. van Crooij, Pachonik, Kum , Swinkels 27' ( Schmitz), Schäfer, Linthorst, Hupperts 81' ( Machach), V. van Crooij, Hunte, Giakoumakis 53' ( John), Arias RESERVEBANK: Verbong, Craenmehr, Dekker, Ćorić, Janssen, S'rifi, Essanoussi, Nabbe, Roemer | Marsman, Geertruida, Spajić, Senesi, Malacia, Toornstra, Teixeira 75' ( Fer), Kökçü 84' ( Diemers), Berghuis , Jørgensen 83' ( Bannis), Linssen 58' ( Sinisterra) RESERVEBANK: Ten Hove, Nieuwkoop, Botteghin, Johnston, Wehrmann, Narsingh, Azarkan, Vente |  |
| Stadion: Stadion De Koel, Venlo Toeschouwers: 0 Arbiter: Kuipers |           |           |                                          | D. van Crooij, Pachonik, Kum , Swinkels 27' ( Schmitz), Schäfer, Linthorst, Hupperts 81' ( Machach), V. van Crooij, Hunte, Giakoumakis 53' ( John), Arias RESERVEBANK: Verbong, Craenmehr, Dekker, Ćorić, Janssen, S'rifi, Essanoussi, Nabbe, Roemer | Marsman, Geertruida, Spajić, Senesi, Malacia, Toornstra, Teixeira 75' ( Fer), Kökçü 84' ( Diemers), Berghuis , Jørgensen 83' ( Bannis), Linssen 58' ( Sinisterra) RESERVEBANK: Ten Hove, Nieuwkoop, Botteghin, Johnston, Wehrmann, Narsingh, Azarkan, Vente |  |
| Bijz.: Geen toeschouwers toegelaten t.g.v. maatregelen coronapandemie. Roy Gelmi automatisch geschorst na 2× geel in 1 wedstrijd. Post automatisch geschorst vanwege 5e gele kaart. |           |           |                                          | | |  |

Speelronde 13:
| Zaterdag 19 december 2020, 18:45                                       | VVV-Venlo     | 1-2 (0-1) | FC Twente           | Opstelling VVV-Venlo | Opstelling FC Twente |  |
| Stadion: Stadion De Koel, Venlo Toeschouwers: 0 Arbiter: Gözübüyük     | Linthorst 70' |           | 27' Danilo 63' Ilić | Kirschbaum, Pachonik, Schäfer, Kum, Schmitz 75' 81' ( Van Dijck), Post , V. van Crooij 78', Linthorst, John 46' ( Machach), Giakoumakis, Arias RESERVEBANK: D. van Crooij, Verbong, Dekker, Ćorić, Essanoussi, S'rifi, Nabbe, Roemer, Hupperts, Hunte | Drommel, Ebuehi, Pleguezuelo, Pierie, Oosterwolde, Brama , Ilić 40' 86' ( Đumić), Roemeratoe, Černý 90+2' ( Dervişoğlu), Danilo 85' 88' ( Jeremejeff), Menig RESERVEBANK: De Lange, Van der Gouw, Hilgers, Smal, Markelo, Selahi, Zerrouki, Bosch, Lamprou |  |
| Stadion: Stadion De Koel, Venlo Toeschouwers: 0 Arbiter: Gözübüyük     |               |           |                     | Kirschbaum, Pachonik, Schäfer, Kum, Schmitz 75' 81' ( Van Dijck), Post , V. van Crooij 78', Linthorst, John 46' ( Machach), Giakoumakis, Arias RESERVEBANK: D. van Crooij, Verbong, Dekker, Ćorić, Essanoussi, S'rifi, Nabbe, Roemer, Hupperts, Hunte | Drommel, Ebuehi, Pleguezuelo, Pierie, Oosterwolde, Brama , Ilić 40' 86' ( Đumić), Roemeratoe, Černý 90+2' ( Dervişoğlu), Danilo 85' 88' ( Jeremejeff), Menig RESERVEBANK: De Lange, Van der Gouw, Hilgers, Smal, Markelo, Selahi, Zerrouki, Bosch, Lamprou |  |
| Stadion: Stadion De Koel, Venlo Toeschouwers: 0 Arbiter: Gözübüyük     |               |           |                     | Kirschbaum, Pachonik, Schäfer, Kum, Schmitz 75' 81' ( Van Dijck), Post , V. van Crooij 78', Linthorst, John 46' ( Machach), Giakoumakis, Arias RESERVEBANK: D. van Crooij, Verbong, Dekker, Ćorić, Essanoussi, S'rifi, Nabbe, Roemer, Hupperts, Hunte | Drommel, Ebuehi, Pleguezuelo, Pierie, Oosterwolde, Brama , Ilić 40' 86' ( Đumić), Roemeratoe, Černý 90+2' ( Dervişoğlu), Danilo 85' 88' ( Jeremejeff), Menig RESERVEBANK: De Lange, Van der Gouw, Hilgers, Smal, Markelo, Selahi, Zerrouki, Bosch, Lamprou |  |
| Bijz.: Geen toeschouwers toegelaten t.g.v. maatregelen coronapandemie. |               |           |                     | | |  |

Speelronde 14:
| Dinsdag 22 december 2020, 20:00                                                                                        | PSV                                              | 4-1 (1-1) | VVV-Venlo | Opstelling PSV | Opstelling VVV-Venlo |  |
| Stadion: Philips Stadion, Eindhoven Toeschouwers: 0 Arbiter: Van der Eijk                                              | Max 35' (pen.) Boscagli 49' Gakpo 58' Fein 90+2' |           | 22' Arias | Mvogo, Dumfries , Teze, Boscagli, Max 81' ( Fein), Hendrix, Sangaré, Götze, Madueke, Gakpo, Ihattaren 56' ( Piroe) RESERVEBANK: Unnerstall, Delanghe, Viergever, Baumgartl, Oppegård | Kirschbaum, Pachonik, Schäfer, Kum, Schmitz 76' ( Hupperts), Post , V. van Crooij, Linthorst 76' ( John), Hunte 71' ( Dekker), Giakoumakis, Arias RESERVEBANK: D. van Crooij, Verbong, Van Dijck, Machach, Bastiaans, S'rifi, Essanoussi, Nabbe, Roemer |  |
| Stadion: Philips Stadion, Eindhoven Toeschouwers: 0 Arbiter: Van der Eijk                                              |                                                  |           |           | Mvogo, Dumfries , Teze, Boscagli, Max 81' ( Fein), Hendrix, Sangaré, Götze, Madueke, Gakpo, Ihattaren 56' ( Piroe) RESERVEBANK: Unnerstall, Delanghe, Viergever, Baumgartl, Oppegård | Kirschbaum, Pachonik, Schäfer, Kum, Schmitz 76' ( Hupperts), Post , V. van Crooij, Linthorst 76' ( John), Hunte 71' ( Dekker), Giakoumakis, Arias RESERVEBANK: D. van Crooij, Verbong, Van Dijck, Machach, Bastiaans, S'rifi, Essanoussi, Nabbe, Roemer |  |
| Stadion: Philips Stadion, Eindhoven Toeschouwers: 0 Arbiter: Van der Eijk                                              |                                                  |           |           | Mvogo, Dumfries , Teze, Boscagli, Max 81' ( Fein), Hendrix, Sangaré, Götze, Madueke, Gakpo, Ihattaren 56' ( Piroe) RESERVEBANK: Unnerstall, Delanghe, Viergever, Baumgartl, Oppegård | Kirschbaum, Pachonik, Schäfer, Kum, Schmitz 76' ( Hupperts), Post , V. van Crooij, Linthorst 76' ( John), Hunte 71' ( Dekker), Giakoumakis, Arias RESERVEBANK: D. van Crooij, Verbong, Van Dijck, Machach, Bastiaans, S'rifi, Essanoussi, Nabbe, Roemer |  |
| Bijz.: Laatste competitiewedstrijd voor de winterstop. Geen toeschouwers toegelaten t.g.v. maatregelen coronapandemie. |                                                  |           |           | | |  |

Speelronde 15:
| Zondag 10 januari 2021, 14:30 | VVV-Venlo                                | 2-1 (0-1) | Willem II           | Opstelling VVV-Venlo | Opstelling Willem II |  |
| Stadion: Stadion De Koel, Venlo Toeschouwers: 0 Arbiter: Kamphuis                                                                                                   | Giakoumakis 79' (pen.) Giakoumakis 90+3' |           | 15' Van der Heijden | Kirschbaum, Dekker, Gelmi, Da Graca 70' ( Swinkels), Guwara, Post , Machach, Janssen 75' ( Arias), V. van Crooij, Giakoumakis 87', John RESERVEBANK: D. van Crooij, Verbong, Van Dijck, Schäfer, Kum, Schmitz, Ćorić, S'rifi, Hupperts, Hunte | Brondeel, Heerkens , Holmén 66', Van der Heijden 52', Köhn, Sağlam, Trésor, Saddiki 79' ( Spieringhs), Nunnely 46' ( Romeny), Wriedt, Pavlidis RESERVEBANK: Van den Berg, Schut, Peters, Owusu, Schippers, Zuijderwijk, Köhlert, Yeboah |  |
| Stadion: Stadion De Koel, Venlo Toeschouwers: 0 Arbiter: Kamphuis                                                                                                   |                                          |           |                     | Kirschbaum, Dekker, Gelmi, Da Graca 70' ( Swinkels), Guwara, Post , Machach, Janssen 75' ( Arias), V. van Crooij, Giakoumakis 87', John RESERVEBANK: D. van Crooij, Verbong, Van Dijck, Schäfer, Kum, Schmitz, Ćorić, S'rifi, Hupperts, Hunte | Brondeel, Heerkens , Holmén 66', Van der Heijden 52', Köhn, Sağlam, Trésor, Saddiki 79' ( Spieringhs), Nunnely 46' ( Romeny), Wriedt, Pavlidis RESERVEBANK: Van den Berg, Schut, Peters, Owusu, Schippers, Zuijderwijk, Köhlert, Yeboah |  |
| Stadion: Stadion De Koel, Venlo Toeschouwers: 0 Arbiter: Kamphuis                                                                                                   |                                          |           |                     | Kirschbaum, Dekker, Gelmi, Da Graca 70' ( Swinkels), Guwara, Post , Machach, Janssen 75' ( Arias), V. van Crooij, Giakoumakis 87', John RESERVEBANK: D. van Crooij, Verbong, Van Dijck, Schäfer, Kum, Schmitz, Ćorić, S'rifi, Hupperts, Hunte | Brondeel, Heerkens , Holmén 66', Van der Heijden 52', Köhn, Sağlam, Trésor, Saddiki 79' ( Spieringhs), Nunnely 46' ( Romeny), Wriedt, Pavlidis RESERVEBANK: Van den Berg, Schut, Peters, Owusu, Schippers, Zuijderwijk, Köhlert, Yeboah |  |
| Bijz.: Eerste competitiewedstrijd na de winterstop. Geen toeschouwers toegelaten t.g.v. maatregelen coronapandemie. Competitiedebuut Da Graca en Guwara namens VVV. |                                          |           |                     | | |  |

Speelronde 16:
| Woensdag 13 januari 2021, 20:00 | ADO Den Haag | 1-4 (0-1) | VVV-Venlo                                                                    | Opstelling ADO Den Haag | Opstelling VVV-Venlo |  |
| Stadion: Cars Jeans Stadion, Den Haag Toeschouwers: 0 Arbiter: Van der Laan | Bourard 65'  |           | 6' (pen.) Giakoumakis 58' Giakoumakis 68' Giakoumakis 86' (pen.) Giakoumakis | Koopmans, Van Ewijk, Janmaat 70' ( Del Fabro), Pinas 5', Kemper 44' 62' ( Bourard), Goossens 62' ( Karelis), Vejinović, Castillo 66', Besuijen 62' ( Philipp), Kramer, Kishna 46' ( Ould-Chikh) RESERVEBANK: Zwinkels, Schoonderwaldt, Rațiu, Amofa, Pascu, Rigo, De Boer | Kirschbaum, Dekker 66' 72' ( Kum), Gelmi, Da Graca, Guwara, Post , Machach 72' ( Swinkels), Janssen, V. van Crooij 42', Giakoumakis 88' ( Arias), John 35' 60' ( Roemer) RESERVEBANK: D. van Crooij, Verbong, Schäfer, Schmitz, Ćorić, S'rifi, Essanoussi, Hupperts |  |
| Stadion: Cars Jeans Stadion, Den Haag Toeschouwers: 0 Arbiter: Van der Laan |              |           |                                                                              | Koopmans, Van Ewijk, Janmaat 70' ( Del Fabro), Pinas 5', Kemper 44' 62' ( Bourard), Goossens 62' ( Karelis), Vejinović, Castillo 66', Besuijen 62' ( Philipp), Kramer, Kishna 46' ( Ould-Chikh) RESERVEBANK: Zwinkels, Schoonderwaldt, Rațiu, Amofa, Pascu, Rigo, De Boer | Kirschbaum, Dekker 66' 72' ( Kum), Gelmi, Da Graca, Guwara, Post , Machach 72' ( Swinkels), Janssen, V. van Crooij 42', Giakoumakis 88' ( Arias), John 35' 60' ( Roemer) RESERVEBANK: D. van Crooij, Verbong, Schäfer, Schmitz, Ćorić, S'rifi, Essanoussi, Hupperts |  |
| Stadion: Cars Jeans Stadion, Den Haag Toeschouwers: 0 Arbiter: Van der Laan |              |           |                                                                              | Koopmans, Van Ewijk, Janmaat 70' ( Del Fabro), Pinas 5', Kemper 44' 62' ( Bourard), Goossens 62' ( Karelis), Vejinović, Castillo 66', Besuijen 62' ( Philipp), Kramer, Kishna 46' ( Ould-Chikh) RESERVEBANK: Zwinkels, Schoonderwaldt, Rațiu, Amofa, Pascu, Rigo, De Boer | Kirschbaum, Dekker 66' 72' ( Kum), Gelmi, Da Graca, Guwara, Post , Machach 72' ( Swinkels), Janssen, V. van Crooij 42', Giakoumakis 88' ( Arias), John 35' 60' ( Roemer) RESERVEBANK: D. van Crooij, Verbong, Schäfer, Schmitz, Ćorić, S'rifi, Essanoussi, Hupperts |  |
| Bijz.: Geen toeschouwers toegelaten t.g.v. maatregelen coronapandemie. Vier goals in één Eredivisiewedstrijd van Giakoumakis is een evenaring van het clubrecord dat Sleven vestigde op 24 mei 1959 tijdens VVV - NOAD (5-4) op 24 mei 1959. |              |           |                                                                              | | |  |

Speelronde 17:
| Zondag 17 januari 2021, 14:30 | VVV-Venlo | 1-1 (0-0) | sc Heerenveen | Opstelling VVV-Venlo | Opstelling sc Heerenveen |  |
| Stadion: Stadion De Koel, Venlo Toeschouwers: 0 Arbiter: Blank | John 78'  |           | 89' Nygren    | Kirschbaum, Dekker, Gelmi, Da Graca 90+3', Guwara, Post 45+1', Machach 83' ( Kum), Janssen 88' ( Schäfer), Roemer, Giakoumakis, John 83' ( Swinkels) RESERVEBANK: D. van Crooij, Verbong, Schmitz, Ćorić, S'rifi, Essanoussi, Bastiaans, Hupperts, Arias | Mulder, Floranus, Drešević, Bochniewicz, Woudenberg, Halilović, De Jong, J. Veerman 17' 84' ( Batista Meier), Van Bergen, H. Veerman , Van der Heide 60' ( Nygren) RESERVEBANK: Harush, Bekkema, Van Hecke, Fernández, Dewaele, Hajal, Akujobi, Kongolo, Van Ottele |  |
| Stadion: Stadion De Koel, Venlo Toeschouwers: 0 Arbiter: Blank |           |           |               | Kirschbaum, Dekker, Gelmi, Da Graca 90+3', Guwara, Post 45+1', Machach 83' ( Kum), Janssen 88' ( Schäfer), Roemer, Giakoumakis, John 83' ( Swinkels) RESERVEBANK: D. van Crooij, Verbong, Schmitz, Ćorić, S'rifi, Essanoussi, Bastiaans, Hupperts, Arias | Mulder, Floranus, Drešević, Bochniewicz, Woudenberg, Halilović, De Jong, J. Veerman 17' 84' ( Batista Meier), Van Bergen, H. Veerman , Van der Heide 60' ( Nygren) RESERVEBANK: Harush, Bekkema, Van Hecke, Fernández, Dewaele, Hajal, Akujobi, Kongolo, Van Ottele |  |
| Stadion: Stadion De Koel, Venlo Toeschouwers: 0 Arbiter: Blank |           |           |               | Kirschbaum, Dekker, Gelmi, Da Graca 90+3', Guwara, Post 45+1', Machach 83' ( Kum), Janssen 88' ( Schäfer), Roemer, Giakoumakis, John 83' ( Swinkels) RESERVEBANK: D. van Crooij, Verbong, Schmitz, Ćorić, S'rifi, Essanoussi, Bastiaans, Hupperts, Arias | Mulder, Floranus, Drešević, Bochniewicz, Woudenberg, Halilović, De Jong, J. Veerman 17' 84' ( Batista Meier), Van Bergen, H. Veerman , Van der Heide 60' ( Nygren) RESERVEBANK: Harush, Bekkema, Van Hecke, Fernández, Dewaele, Hajal, Akujobi, Kongolo, Van Ottele |  |
| Bijz.: Oorspronkelijke tijdstip 16:45. Verplaatst in verband met de Europese wedstrijden van Ajax en PSV. Geen toeschouwers toegelaten t.g.v. maatregelen coronapandemie. V. van Crooij automatisch geschorst vanwege 5e gele kaart. |           |           |               | | |  |

Speelronde 18:
| Zondag 24 januari 2021, 14:30                                                                                | FC Twente | 0-1 (0-0) | VVV-Venlo | Opstelling FC Twente | Opstelling VVV-Venlo |  |
| Stadion: De Grolsch Veste, Enschede Toeschouwers: 0 Arbiter: Van den Kerkhof                                 |           |           | 78' Hunte | Drommel , Pleguezuelo, Đumić, Pierie, Smal, Zerrouki 43' 62' ( Roemeratoe), Ilić, Bosch 82' ( Abass), Van Leeuwen 62' ( Narsingh), Danilo 77', Menig RESERVEBANK: De Lange, Van der Gouw, Staring, Markelo, Bruns, Rots | Kirschbaum, Dekker 50' ( Pachonik), Gelmi, Da Graca, Guwara, Post , Machach 84' ( C. Donis), Janssen 63' ( Linthorst), V. van Crooij 69', Giakoumakis, John 63' ( Hunte) RESERVEBANK: D. van Crooij, Verbong, Swinkels, Schäfer, Kum, Ćorić, Roemer, Arias |  |
| Stadion: De Grolsch Veste, Enschede Toeschouwers: 0 Arbiter: Van den Kerkhof                                 |           |           |           | Drommel , Pleguezuelo, Đumić, Pierie, Smal, Zerrouki 43' 62' ( Roemeratoe), Ilić, Bosch 82' ( Abass), Van Leeuwen 62' ( Narsingh), Danilo 77', Menig RESERVEBANK: De Lange, Van der Gouw, Staring, Markelo, Bruns, Rots | Kirschbaum, Dekker 50' ( Pachonik), Gelmi, Da Graca, Guwara, Post , Machach 84' ( C. Donis), Janssen 63' ( Linthorst), V. van Crooij 69', Giakoumakis, John 63' ( Hunte) RESERVEBANK: D. van Crooij, Verbong, Swinkels, Schäfer, Kum, Ćorić, Roemer, Arias |  |
| Stadion: De Grolsch Veste, Enschede Toeschouwers: 0 Arbiter: Van den Kerkhof                                 |           |           |           | Drommel , Pleguezuelo, Đumić, Pierie, Smal, Zerrouki 43' 62' ( Roemeratoe), Ilić, Bosch 82' ( Abass), Van Leeuwen 62' ( Narsingh), Danilo 77', Menig RESERVEBANK: De Lange, Van der Gouw, Staring, Markelo, Bruns, Rots | Kirschbaum, Dekker 50' ( Pachonik), Gelmi, Da Graca, Guwara, Post , Machach 84' ( C. Donis), Janssen 63' ( Linthorst), V. van Crooij 69', Giakoumakis, John 63' ( Hunte) RESERVEBANK: D. van Crooij, Verbong, Swinkels, Schäfer, Kum, Ćorić, Roemer, Arias |  |
| Bijz.: Geen toeschouwers toegelaten t.g.v. maatregelen coronapandemie. Competitiedebuut C. Donis namens VVV. |           |           |           | | |  |

Speelronde 19:
| Woensdag 27 januari 2021, 20:00                                        | VVV-Venlo                                                       | 4-1 (3-0) | Vitesse   | Opstelling VVV-Venlo | Opstelling Vitesse |  |
| Stadion: Stadion De Koel, Venlo Toeschouwers: 0 Arbiter: Lindhout      | Giakoumakis 16' Giakoumakis 28' Giakoumakis 43' Giakoumakis 79' |           | 60' Broja | Kirschbaum, Pachonik, Gelmi, Da Graca, Guwara, Post , C. Donis 52' ( Swinkels), Linthorst, Machach 78' ( Hunte), Giakoumakis 82' ( Arias), V. van Crooij 81' RESERVEBANK: D. van Crooij, Verbong, Schäfer, Kum, Ćorić, Janssen, Essanoussi, Bastiaans, Roemer | Pasveer , Doekhi, Bazoer, Rasmussen, Dasa, Bruns 46' ( Broja 62'), Tannane, Bero 46' ( Touré), Wittek, Darfalou, Openda 85' ( Ohio) RESERVEBANK: Houwen, Bayazit, Cornelisse, Oroz, Manhoef, Hájek, Huisman, Vroegh |  |
| Stadion: Stadion De Koel, Venlo Toeschouwers: 0 Arbiter: Lindhout      |                                                                 |           |           | Kirschbaum, Pachonik, Gelmi, Da Graca, Guwara, Post , C. Donis 52' ( Swinkels), Linthorst, Machach 78' ( Hunte), Giakoumakis 82' ( Arias), V. van Crooij 81' RESERVEBANK: D. van Crooij, Verbong, Schäfer, Kum, Ćorić, Janssen, Essanoussi, Bastiaans, Roemer | Pasveer , Doekhi, Bazoer, Rasmussen, Dasa, Bruns 46' ( Broja 62'), Tannane, Bero 46' ( Touré), Wittek, Darfalou, Openda 85' ( Ohio) RESERVEBANK: Houwen, Bayazit, Cornelisse, Oroz, Manhoef, Hájek, Huisman, Vroegh |  |
| Stadion: Stadion De Koel, Venlo Toeschouwers: 0 Arbiter: Lindhout      |                                                                 |           |           | Kirschbaum, Pachonik, Gelmi, Da Graca, Guwara, Post , C. Donis 52' ( Swinkels), Linthorst, Machach 78' ( Hunte), Giakoumakis 82' ( Arias), V. van Crooij 81' RESERVEBANK: D. van Crooij, Verbong, Schäfer, Kum, Ćorić, Janssen, Essanoussi, Bastiaans, Roemer | Pasveer , Doekhi, Bazoer, Rasmussen, Dasa, Bruns 46' ( Broja 62'), Tannane, Bero 46' ( Touré), Wittek, Darfalou, Openda 85' ( Ohio) RESERVEBANK: Houwen, Bayazit, Cornelisse, Oroz, Manhoef, Hájek, Huisman, Vroegh |  |
| Bijz.: Geen toeschouwers toegelaten t.g.v. maatregelen coronapandemie. |                                                                 |           |           | | |  |

Speelronde 20:
| Zaterdag 30 januari 2021, 20:00                                              | Fortuna Sittard                                  | 3-2 (1-0) | VVV-Venlo                   | Opstelling Fortuna Sittard | Opstelling VVV-Venlo |  |
| Stadion: Fortuna Sittard Stadion, Sittard Toeschouwers: 0 Arbiter: Gözübüyük | Flemming 33' Seuntjens 58' (pen.) Rienstra 90+1' |           | 63' Giakoumakis 90+2' Hunte | Van Osch, Tirpan, Angha 25', Janssen 67', Cox, Rienstra , Flemming, Tekie, Semedo 90+3' ( Van Beijnen), Seuntjens 90+2' ( Smeets), Hansson 81' ( Van den Buijs) RESERVEBANK: Wehking, Koșelev, Essers, Moutoussamy, Rota, El Ablak, Verlinden, Kastrati, George | Kirschbaum 33', Pachonik, Gelmi 81' ( John), Da Graca 56', Guwara, Post , C. Donis 61' ( Arias), Machach 88' ( Kum), Roemer 61' ( Hunte), Giakoumakis 45+1', V. van Crooij RESERVEBANK: D. van Crooij, Verbong, Swinkels, Schäfer, Schmitz, Janssen, Ćorić, Essanoussi |  |
| Stadion: Fortuna Sittard Stadion, Sittard Toeschouwers: 0 Arbiter: Gözübüyük |                                                  |           |                             | Van Osch, Tirpan, Angha 25', Janssen 67', Cox, Rienstra , Flemming, Tekie, Semedo 90+3' ( Van Beijnen), Seuntjens 90+2' ( Smeets), Hansson 81' ( Van den Buijs) RESERVEBANK: Wehking, Koșelev, Essers, Moutoussamy, Rota, El Ablak, Verlinden, Kastrati, George | Kirschbaum 33', Pachonik, Gelmi 81' ( John), Da Graca 56', Guwara, Post , C. Donis 61' ( Arias), Machach 88' ( Kum), Roemer 61' ( Hunte), Giakoumakis 45+1', V. van Crooij RESERVEBANK: D. van Crooij, Verbong, Swinkels, Schäfer, Schmitz, Janssen, Ćorić, Essanoussi |  |
| Stadion: Fortuna Sittard Stadion, Sittard Toeschouwers: 0 Arbiter: Gözübüyük |                                                  |           |                             | Van Osch, Tirpan, Angha 25', Janssen 67', Cox, Rienstra , Flemming, Tekie, Semedo 90+3' ( Van Beijnen), Seuntjens 90+2' ( Smeets), Hansson 81' ( Van den Buijs) RESERVEBANK: Wehking, Koșelev, Essers, Moutoussamy, Rota, El Ablak, Verlinden, Kastrati, George | Kirschbaum 33', Pachonik, Gelmi 81' ( John), Da Graca 56', Guwara, Post , C. Donis 61' ( Arias), Machach 88' ( Kum), Roemer 61' ( Hunte), Giakoumakis 45+1', V. van Crooij RESERVEBANK: D. van Crooij, Verbong, Swinkels, Schäfer, Schmitz, Janssen, Ćorić, Essanoussi |  |
| Bijz.: Geen toeschouwers toegelaten t.g.v. maatregelen coronapandemie.       |                                                  |           |                             | | |  |

Speelronde 22:
| Zondag 14 februari 2021, 14:30 | FC Utrecht                                         | 3-1 (0-0) | VVV-Venlo                | Opstelling FC Utrecht | Opstelling VVV-Venlo |  |
| Stadion: Stadion Galgenwaard, Utrecht Toeschouwers: 0 Arbiter: Nijhuis | Maher 32' (pen.) Mahi 61' Ramselaar 85' Mahi 90+5' |           | 90+1' (pen.) Giakoumakis | Oelschlägel, Ter Avest, St. Jago, Janssen , Warmerdam, Maher, Van de Streek, Van Overeem 56' ( Ramselaar), Kerk, Dalmau 56' ( Mahi), Boussaid 56' ( Sylla) RESERVEBANK: Paes, Nijhuis, Van der Maarel, Benamar, Troupée, Mokono, Velanas, Emanuelson, Balk | Kirschbaum, Pachonik 75' ( Kum), Gelmi, Da Graca 56' ( Swinkels), Guwara, Post , V. van Crooij, C. Donis 75' ( Arias), A. Donis 67' ( John), Giakoumakis, Machach RESERVEBANK: D. van Crooij, Craenmehr, Schäfer, Schmitz, Janssen, Essanoussi, Shabani, Roemer, Hunte |  |
| Stadion: Stadion Galgenwaard, Utrecht Toeschouwers: 0 Arbiter: Nijhuis |                                                    |           |                          | Oelschlägel, Ter Avest, St. Jago, Janssen , Warmerdam, Maher, Van de Streek, Van Overeem 56' ( Ramselaar), Kerk, Dalmau 56' ( Mahi), Boussaid 56' ( Sylla) RESERVEBANK: Paes, Nijhuis, Van der Maarel, Benamar, Troupée, Mokono, Velanas, Emanuelson, Balk | Kirschbaum, Pachonik 75' ( Kum), Gelmi, Da Graca 56' ( Swinkels), Guwara, Post , V. van Crooij, C. Donis 75' ( Arias), A. Donis 67' ( John), Giakoumakis, Machach RESERVEBANK: D. van Crooij, Craenmehr, Schäfer, Schmitz, Janssen, Essanoussi, Shabani, Roemer, Hunte |  |
| Stadion: Stadion Galgenwaard, Utrecht Toeschouwers: 0 Arbiter: Nijhuis |                                                    |           |                          | Oelschlägel, Ter Avest, St. Jago, Janssen , Warmerdam, Maher, Van de Streek, Van Overeem 56' ( Ramselaar), Kerk, Dalmau 56' ( Mahi), Boussaid 56' ( Sylla) RESERVEBANK: Paes, Nijhuis, Van der Maarel, Benamar, Troupée, Mokono, Velanas, Emanuelson, Balk | Kirschbaum, Pachonik 75' ( Kum), Gelmi, Da Graca 56' ( Swinkels), Guwara, Post , V. van Crooij, C. Donis 75' ( Arias), A. Donis 67' ( John), Giakoumakis, Machach RESERVEBANK: D. van Crooij, Craenmehr, Schäfer, Schmitz, Janssen, Essanoussi, Shabani, Roemer, Hunte |  |
| Bijz.: De speeldata en -tijden vanaf speelronde 22 (na de winterstop) zijn 21 december 2020 gecommuniceerd door de KNVB. Geen toeschouwers toegelaten t.g.v. maatregelen coronapandemie. Competitiedebuut A. Donis namens VVV. |                                                    |           |                          | | |  |

Speelronde 23:
| Zaterdag 20 februari 2021, 20:00 | VVV-Venlo    | 1-4 (1-1) | AZ                                         | Opstelling VVV-Venlo | Opstelling AZ |  |
| Stadion: Stadion De Koel, Venlo Toeschouwers: 0 Arbiter: Kamphuis | C. Donis 24' |           | 15' Karlsson 56' Evjen 64' Boadu 85' Boadu | Kirschbaum, Pachonik, Swinkels, Kum 58', Guwara 70' ( Schäfer), Post , Machach, C. Donis 60' ( Da Graca), V. van Crooij, Giakoumakis, Hunte 70' ( Shabani) RESERVEBANK: D. van Crooij, Verbong, Gelmi, Janssen, Essanoussi, John, Arias, A. Donis, Roemer | Bizot, Sugawara, Letschert, Martins Indi, Wijndal 23', Midtsjø, Guðmundsson, T. Koopmeiners , Evjen 83' ( Goudmijn), Boadu, Karlsson 87' ( De Wit) RESERVEBANK: Verhulst, Reus, Leeuwin, Gullit, Clasie, Reijnders, Aboukhlal, Duin |  |
| Stadion: Stadion De Koel, Venlo Toeschouwers: 0 Arbiter: Kamphuis |              |           |                                            | Kirschbaum, Pachonik, Swinkels, Kum 58', Guwara 70' ( Schäfer), Post , Machach, C. Donis 60' ( Da Graca), V. van Crooij, Giakoumakis, Hunte 70' ( Shabani) RESERVEBANK: D. van Crooij, Verbong, Gelmi, Janssen, Essanoussi, John, Arias, A. Donis, Roemer | Bizot, Sugawara, Letschert, Martins Indi, Wijndal 23', Midtsjø, Guðmundsson, T. Koopmeiners , Evjen 83' ( Goudmijn), Boadu, Karlsson 87' ( De Wit) RESERVEBANK: Verhulst, Reus, Leeuwin, Gullit, Clasie, Reijnders, Aboukhlal, Duin |  |
| Stadion: Stadion De Koel, Venlo Toeschouwers: 0 Arbiter: Kamphuis |              |           |                                            | Kirschbaum, Pachonik, Swinkels, Kum 58', Guwara 70' ( Schäfer), Post , Machach, C. Donis 60' ( Da Graca), V. van Crooij, Giakoumakis, Hunte 70' ( Shabani) RESERVEBANK: D. van Crooij, Verbong, Gelmi, Janssen, Essanoussi, John, Arias, A. Donis, Roemer | Bizot, Sugawara, Letschert, Martins Indi, Wijndal 23', Midtsjø, Guðmundsson, T. Koopmeiners , Evjen 83' ( Goudmijn), Boadu, Karlsson 87' ( De Wit) RESERVEBANK: Verhulst, Reus, Leeuwin, Gullit, Clasie, Reijnders, Aboukhlal, Duin |  |
| Bijz.: De speeldata en -tijden vanaf speelronde 22 (na de winterstop) zijn 21 december 2020 gecommuniceerd door de KNVB. Geen toeschouwers toegelaten t.g.v. maatregelen coronapandemie. Competitiedebuut Shabani namens VVV. 200e competitiewedstrijd V. van Crooij in het betaald voetbal. |              |           |                                            | | |  |

Speelronde 24:
| Zaterdag 27 februari 2021, 20:00 | Vitesse                                     | 4-1 (1-1) | VVV-Venlo              | Opstelling Vitesse | Opstelling VVV-Venlo |  |
| Stadion: GelreDome, Arnhem Toeschouwers: 0 Arbiter: Blank | Openda 3' Bazoer 57' Tronstad 75' Broja 82' |           | 19' (pen.) Giakoumakis | Pasveer , Dasa, Doekhi, Bazoer 80' ( Hájek), Rasmussen, Wittek, Tronstad 85' ( Bruns), Tannane, Bero 85' ( Vroegh), Broja 85' ( Ohio), Openda 80' ( Darfalou) RESERVEBANK: Houwen, Oroz, Gong, Touré, Cornelisse, Huisman, Manhoef | Kirschbaum, Pachonik, Gelmi, Da Graca, Schäfer, Post , Shabani 79' ( Janssen), C. Donis, Machach 79' ( Roemer), Giakoumakis, Hunte 65' ( Arias) RESERVEBANK: D. van Crooij, Verbong, Swinkels, Schmitz, S'rifi, Essanoussi, John, Hupperts, Nabbe |  |
| Stadion: GelreDome, Arnhem Toeschouwers: 0 Arbiter: Blank |                                             |           |                        | Pasveer , Dasa, Doekhi, Bazoer 80' ( Hájek), Rasmussen, Wittek, Tronstad 85' ( Bruns), Tannane, Bero 85' ( Vroegh), Broja 85' ( Ohio), Openda 80' ( Darfalou) RESERVEBANK: Houwen, Oroz, Gong, Touré, Cornelisse, Huisman, Manhoef | Kirschbaum, Pachonik, Gelmi, Da Graca, Schäfer, Post , Shabani 79' ( Janssen), C. Donis, Machach 79' ( Roemer), Giakoumakis, Hunte 65' ( Arias) RESERVEBANK: D. van Crooij, Verbong, Swinkels, Schmitz, S'rifi, Essanoussi, John, Hupperts, Nabbe |  |
| Stadion: GelreDome, Arnhem Toeschouwers: 0 Arbiter: Blank |                                             |           |                        | Pasveer , Dasa, Doekhi, Bazoer 80' ( Hájek), Rasmussen, Wittek, Tronstad 85' ( Bruns), Tannane, Bero 85' ( Vroegh), Broja 85' ( Ohio), Openda 80' ( Darfalou) RESERVEBANK: Houwen, Oroz, Gong, Touré, Cornelisse, Huisman, Manhoef | Kirschbaum, Pachonik, Gelmi, Da Graca, Schäfer, Post , Shabani 79' ( Janssen), C. Donis, Machach 79' ( Roemer), Giakoumakis, Hunte 65' ( Arias) RESERVEBANK: D. van Crooij, Verbong, Swinkels, Schmitz, S'rifi, Essanoussi, John, Hupperts, Nabbe |  |
| Bijz.: De speeldata en -tijden vanaf speelronde 22 (na de winterstop) zijn 21 december 2020 gecommuniceerd door de KNVB. Geen toeschouwers toegelaten t.g.v. maatregelen coronapandemie. Kum geschorst (1e wedstrijd) vanwege directe rode kaart in de competitiewedstrijd VVV - AZ. 200e competitiewedstrijd Hunte in het betaald voetbal. |                                             |           |                        | | |  |

Speelronde 25:
| Zaterdag 6 maart 2021, 16:30 | Feyenoord                                                                         | 6-0 (3-0) | VVV-Venlo | Opstelling Feyenoord | Opstelling VVV-Venlo |  |
| Stadion: Stadion Feijenoord, Rotterdam Toeschouwers: 0 Arbiter: Van de Graaf | Toornstra 14' Geertruida 19' Linssen 31' Toornstra 62' Berghuis 73' Botteghin 85' |           |           | Marsman, Geertruida, Botteghin, Senesi, Malacia 70' ( Haps), Fer 70' ( Diemers), Toornstra, Kökçü 77' ( Teixeira), Berghuis , Linssen 70' ( Boženík), Sinisterra 77' ( Jørgensen) RESERVEBANK: Ten Hove, Troost, Spajić, El Bouchataoui, Pratto | Kirschbaum, Pachonik 63' ( Kum ), Gelmi, Da Graca, Schäfer, Post 63' ( Janssen), Shabani 73' ( Essanoussi), C. Donis 80' ( Swinkels), John, Arias, Hunte 63' ( Roemer) RESERVEBANK: D. van Crooij, Verbong, Schmitz, S'rifi, Nabbe, Hupperts |  |
| Stadion: Stadion Feijenoord, Rotterdam Toeschouwers: 0 Arbiter: Van de Graaf |                                                                                   |           |           | Marsman, Geertruida, Botteghin, Senesi, Malacia 70' ( Haps), Fer 70' ( Diemers), Toornstra, Kökçü 77' ( Teixeira), Berghuis , Linssen 70' ( Boženík), Sinisterra 77' ( Jørgensen) RESERVEBANK: Ten Hove, Troost, Spajić, El Bouchataoui, Pratto | Kirschbaum, Pachonik 63' ( Kum ), Gelmi, Da Graca, Schäfer, Post 63' ( Janssen), Shabani 73' ( Essanoussi), C. Donis 80' ( Swinkels), John, Arias, Hunte 63' ( Roemer) RESERVEBANK: D. van Crooij, Verbong, Schmitz, S'rifi, Nabbe, Hupperts |  |
| Stadion: Stadion Feijenoord, Rotterdam Toeschouwers: 0 Arbiter: Van de Graaf |                                                                                   |           |           | Marsman, Geertruida, Botteghin, Senesi, Malacia 70' ( Haps), Fer 70' ( Diemers), Toornstra, Kökçü 77' ( Teixeira), Berghuis , Linssen 70' ( Boženík), Sinisterra 77' ( Jørgensen) RESERVEBANK: Ten Hove, Troost, Spajić, El Bouchataoui, Pratto | Kirschbaum, Pachonik 63' ( Kum ), Gelmi, Da Graca, Schäfer, Post 63' ( Janssen), Shabani 73' ( Essanoussi), C. Donis 80' ( Swinkels), John, Arias, Hunte 63' ( Roemer) RESERVEBANK: D. van Crooij, Verbong, Schmitz, S'rifi, Nabbe, Hupperts |  |
| Bijz.: De speeldata en -tijden vanaf speelronde 22 (na de winterstop) zijn 21 december 2020 gecommuniceerd door de KNVB. Geen toeschouwers toegelaten t.g.v. maatregelen coronapandemie. |                                                                                   |           |           | | |  |

Speelronde 21:
| Dinsdag 9 maart 2021, 18:45 | VVV-Venlo | 0-1 (0-0) | Sparta Rotterdam    | Opstelling VVV-Venlo | Opstelling Sparta Rotterdam |  |
| Stadion: Stadion De Koel, Venlo Toeschouwers: 0 Arbiter: Bax |           |           | 70' (e.d.) Da Graca | Kirschbaum, Pachonik, Da Graca, Swinkels 72' ( Gelmi), Kum 82' ( Hunte), Post , Shabani 46' ( V. van Crooij), C. Donis 59' ( Janssen), Roemer, Arias, John RESERVEBANK: D. van Crooij, Verbong, Schäfer, Schmitz, Guwara, Essanoussi, Nabbe, Hupperts | Okoye, Abels, Vriends, Beugelsdijk, Meijers, L. Duarte 65', Auassar 34' ( D. Duarte 46' ( Mijnans)), Burger 66' ( Fortes), Harroui, Thyi, Engels 66' ( Emegha) RESERVEBANK: Van Leer, Fabrie, Heylen, Vianello, Smeets, Meerstadt, Kharchouch, Gravenberch |  |
| Stadion: Stadion De Koel, Venlo Toeschouwers: 0 Arbiter: Bax |           |           |                     | Kirschbaum, Pachonik, Da Graca, Swinkels 72' ( Gelmi), Kum 82' ( Hunte), Post , Shabani 46' ( V. van Crooij), C. Donis 59' ( Janssen), Roemer, Arias, John RESERVEBANK: D. van Crooij, Verbong, Schäfer, Schmitz, Guwara, Essanoussi, Nabbe, Hupperts | Okoye, Abels, Vriends, Beugelsdijk, Meijers, L. Duarte 65', Auassar 34' ( D. Duarte 46' ( Mijnans)), Burger 66' ( Fortes), Harroui, Thyi, Engels 66' ( Emegha) RESERVEBANK: Van Leer, Fabrie, Heylen, Vianello, Smeets, Meerstadt, Kharchouch, Gravenberch |  |
| Stadion: Stadion De Koel, Venlo Toeschouwers: 0 Arbiter: Bax |           |           |                     | Kirschbaum, Pachonik, Da Graca, Swinkels 72' ( Gelmi), Kum 82' ( Hunte), Post , Shabani 46' ( V. van Crooij), C. Donis 59' ( Janssen), Roemer, Arias, John RESERVEBANK: D. van Crooij, Verbong, Schäfer, Schmitz, Guwara, Essanoussi, Nabbe, Hupperts | Okoye, Abels, Vriends, Beugelsdijk, Meijers, L. Duarte 65', Auassar 34' ( D. Duarte 46' ( Mijnans)), Burger 66' ( Fortes), Harroui, Thyi, Engels 66' ( Emegha) RESERVEBANK: Van Leer, Fabrie, Heylen, Vianello, Smeets, Meerstadt, Kharchouch, Gravenberch |  |
| Bijz.: Vanwege code rood (weeralarm) afgelast op oorspronkelijke datum: zondag 7 februari 2021, 16:45. Geen toeschouwers toegelaten t.g.v. maatregelen coronapandemie. 350e competitiewedstrijd Kum in het betaald voetbal. |           |           |                     | | |  |

Speelronde 26:
| Zondag 14 maart 2021, 12:15 | VVV-Venlo       | 1-3 (0-1) | Fortuna Sittard                       | Opstelling VVV-Venlo | Opstelling Fortuna Sittard |  |
| Stadion: Stadion De Koel, Venlo Toeschouwers: 0 Arbiter: Mulder | Giakoumakis 54' |           | 10' Semedo 59' Seuntjens 66' Flemming | Kirschbaum, Pachonik, Da Graca, Swinkels 70' ( Arias 90+2'), Guwara 70' ( Kum), Post 78', Janssen 46' ( Roemer), Shabani 46' ( Hunte), V. van Crooij, Giakoumakis 46', John 77' ( A. Donis) RESERVEBANK: D. van Crooij, Verbong, Schäfer, Schmitz, S'rifi, Nabbe, Essanoussi | Van Osch, Tirpan, Angha, Janssen, Cox, Rienstra , Flemming, Tekie 81' ( Van den Buijs), Semedo 90+1' ( Moutoussamy), Polter 81' ( Hansson), Seuntjens 89' RESERVEBANK: Wehking, Koșelev, Amiot, Essers, Rota, Van Beijnen, Verlinden, El Ablak, Kastrati |  |
| Stadion: Stadion De Koel, Venlo Toeschouwers: 0 Arbiter: Mulder |                 |           |                                       | Kirschbaum, Pachonik, Da Graca, Swinkels 70' ( Arias 90+2'), Guwara 70' ( Kum), Post 78', Janssen 46' ( Roemer), Shabani 46' ( Hunte), V. van Crooij, Giakoumakis 46', John 77' ( A. Donis) RESERVEBANK: D. van Crooij, Verbong, Schäfer, Schmitz, S'rifi, Nabbe, Essanoussi | Van Osch, Tirpan, Angha, Janssen, Cox, Rienstra , Flemming, Tekie 81' ( Van den Buijs), Semedo 90+1' ( Moutoussamy), Polter 81' ( Hansson), Seuntjens 89' RESERVEBANK: Wehking, Koșelev, Amiot, Essers, Rota, Van Beijnen, Verlinden, El Ablak, Kastrati |  |
| Stadion: Stadion De Koel, Venlo Toeschouwers: 0 Arbiter: Mulder |                 |           |                                       | Kirschbaum, Pachonik, Da Graca, Swinkels 70' ( Arias 90+2'), Guwara 70' ( Kum), Post 78', Janssen 46' ( Roemer), Shabani 46' ( Hunte), V. van Crooij, Giakoumakis 46', John 77' ( A. Donis) RESERVEBANK: D. van Crooij, Verbong, Schäfer, Schmitz, S'rifi, Nabbe, Essanoussi | Van Osch, Tirpan, Angha, Janssen, Cox, Rienstra , Flemming, Tekie 81' ( Van den Buijs), Semedo 90+1' ( Moutoussamy), Polter 81' ( Hansson), Seuntjens 89' RESERVEBANK: Wehking, Koșelev, Amiot, Essers, Rota, Van Beijnen, Verlinden, El Ablak, Kastrati |  |
| Bijz.: De speeldata en -tijden vanaf speelronde 22 (na de winterstop) zijn 21 december 2020 gecommuniceerd door de KNVB. Geen toeschouwers toegelaten t.g.v. maatregelen coronapandemie. Laatste wedstrijd trainer Hans de Koning die twee dagen later werd ontslagen. |                 |           |                                       | | |  |

Speelronde 27:
| Zondag 21 maart 2021, 12:15 | PEC Zwolle               | 2-1 (0-0) | VVV-Venlo | Opstelling PEC Zwolle | Opstelling VVV-Venlo |  |
| Stadion: MAC³PARK stadion, Zwolle Toeschouwers: 0 Arbiter: Oostrom | Tedić 66' Lam 79' (pen.) |           | 69' Gelmi | Mous, Van Polen , Kersten, Lam 51', Reijnders 63' ( Van Duinen), Saymak 63' ( Clement), Huiberts, Misidjan 87' ( Nakayama), Buitink 46' ( Tedić), Manuel 20' ( Pherai) RESERVEBANK: Bertrams, Hauptmeijer, Bajselmani, Van den Berg, Drost, Van den Belt, Ghoochannejhad | Kirschbaum, Pachonik, Gelmi, Da Graca, Kum 81' ( Arias), Guwara, Post 74' ( Essanoussi), Janssen, V. van Crooij, Giakoumakis 90+3', Hunte 60' ( A. Donis) RESERVEBANK: D. van Crooij, Verbong, Swinkels, Schäfer, Dekker, Schmitz, Hupperts, John, Roemer |  |
| Stadion: MAC³PARK stadion, Zwolle Toeschouwers: 0 Arbiter: Oostrom |                          |           |           | Mous, Van Polen , Kersten, Lam 51', Reijnders 63' ( Van Duinen), Saymak 63' ( Clement), Huiberts, Misidjan 87' ( Nakayama), Buitink 46' ( Tedić), Manuel 20' ( Pherai) RESERVEBANK: Bertrams, Hauptmeijer, Bajselmani, Van den Berg, Drost, Van den Belt, Ghoochannejhad | Kirschbaum, Pachonik, Gelmi, Da Graca, Kum 81' ( Arias), Guwara, Post 74' ( Essanoussi), Janssen, V. van Crooij, Giakoumakis 90+3', Hunte 60' ( A. Donis) RESERVEBANK: D. van Crooij, Verbong, Swinkels, Schäfer, Dekker, Schmitz, Hupperts, John, Roemer |  |
| Stadion: MAC³PARK stadion, Zwolle Toeschouwers: 0 Arbiter: Oostrom |                          |           |           | Mous, Van Polen , Kersten, Lam 51', Reijnders 63' ( Van Duinen), Saymak 63' ( Clement), Huiberts, Misidjan 87' ( Nakayama), Buitink 46' ( Tedić), Manuel 20' ( Pherai) RESERVEBANK: Bertrams, Hauptmeijer, Bajselmani, Van den Berg, Drost, Van den Belt, Ghoochannejhad | Kirschbaum, Pachonik, Gelmi, Da Graca, Kum 81' ( Arias), Guwara, Post 74' ( Essanoussi), Janssen, V. van Crooij, Giakoumakis 90+3', Hunte 60' ( A. Donis) RESERVEBANK: D. van Crooij, Verbong, Swinkels, Schäfer, Dekker, Schmitz, Hupperts, John, Roemer |  |
| Bijz.: De speeldata en -tijden vanaf speelronde 22 (na de winterstop) zijn 21 december 2020 gecommuniceerd door de KNVB. Geen toeschouwers toegelaten t.g.v. maatregelen coronapandemie. Eerste wedstrijd van nieuwe trainer Jos Luhukay. Overtreding van Kum op Pherai in de 78e minuut werd aanvankelijk over het hoofd gezien door scheidsrechter Ingmar Oostrom. Na ingrijpen van de videoscheidsrechter (VAR) Stan Teuben kreeg PEC Zwolle alsnog een penalty toegekend. |                          |           |           | | |  |

Speelronde 28:
| Zaterdag 3 april 2021, 18:45 | VVV-Venlo | 0-1 (0-0) | FC Groningen    | Opstelling VVV-Venlo | Opstelling FC Groningen |  |
| Stadion: Stadion De Koel, Venlo Toeschouwers: 0 Arbiter: Nijhuis |           |           | 87' El Hankouri | Kirschbaum, Pachonik, Da Graca, Kum , Gelmi 33' ( Roemer), Dekker 90' ( John), Schäfer, Machach 59' ( Arias), Janssen, Giakoumakis, V. van Crooij RESERVEBANK: D. van Crooij, Verbong, Swinkels, Nabbe, S'rifi, Essanoussi, Hupperts, A. Donis, Hunte | Padt, Itakura, Dammers, Te Wierik, Gudmundsson, El Messaoudi, Da Cruz 89' 89' ( Joosten), Suslov 79' ( Dankerlui), Matusiwa 7', 20', El Hankouri, Strand Larsen 86' ( Van Hintum) RESERVEBANK: Bråtveit, De Boer, Leal, Schreck, D. van Kaam, Abraham, Slor |  |
| Stadion: Stadion De Koel, Venlo Toeschouwers: 0 Arbiter: Nijhuis |           |           |                 | Kirschbaum, Pachonik, Da Graca, Kum , Gelmi 33' ( Roemer), Dekker 90' ( John), Schäfer, Machach 59' ( Arias), Janssen, Giakoumakis, V. van Crooij RESERVEBANK: D. van Crooij, Verbong, Swinkels, Nabbe, S'rifi, Essanoussi, Hupperts, A. Donis, Hunte | Padt, Itakura, Dammers, Te Wierik, Gudmundsson, El Messaoudi, Da Cruz 89' 89' ( Joosten), Suslov 79' ( Dankerlui), Matusiwa 7', 20', El Hankouri, Strand Larsen 86' ( Van Hintum) RESERVEBANK: Bråtveit, De Boer, Leal, Schreck, D. van Kaam, Abraham, Slor |  |
| Stadion: Stadion De Koel, Venlo Toeschouwers: 0 Arbiter: Nijhuis |           |           |                 | Kirschbaum, Pachonik, Da Graca, Kum , Gelmi 33' ( Roemer), Dekker 90' ( John), Schäfer, Machach 59' ( Arias), Janssen, Giakoumakis, V. van Crooij RESERVEBANK: D. van Crooij, Verbong, Swinkels, Nabbe, S'rifi, Essanoussi, Hupperts, A. Donis, Hunte | Padt, Itakura, Dammers, Te Wierik, Gudmundsson, El Messaoudi, Da Cruz 89' 89' ( Joosten), Suslov 79' ( Dankerlui), Matusiwa 7', 20', El Hankouri, Strand Larsen 86' ( Van Hintum) RESERVEBANK: Bråtveit, De Boer, Leal, Schreck, D. van Kaam, Abraham, Slor |  |
| Bijz.: De speeldata en -tijden vanaf speelronde 22 (na de winterstop) zijn 21 december 2020 gecommuniceerd door de KNVB. Geen toeschouwers toegelaten t.g.v. maatregelen coronapandemie. Roemer scoort in de 93e minuut de 1-1 gelijkmaker, maar voorafgaand buitenspel van Giakoumakis werd daarbij aanvankelijk over het hoofd gezien door scheidsrechter Bas Nijhuis. Na ingrijpen van de videoscheidsrechter (VAR) Martin van den Kerkhof werd het doelpunt alsnog afgekeurd. Negende competitienederlaag op rij voor VVV, een evenaring van het clubrecord uit seizoen 2000-01. |           |           |                 | | |  |

Speelronde 29:
| Zondag 11 april 2021, 14:30 | VVV-Venlo | 0-2 (0-1) | PSV                 | Opstelling VVV-Venlo | Opstelling PSV |  |
| Stadion: Stadion De Koel, Venlo Toeschouwers: 0 Arbiter: Blom |           |           | 13' Gakpo 59' Malen | Kirschbaum, Pachonik, Dekker, Da Graca, Kum 46' ( Gelmi), Guwara, Post 84' ( Janssen), Machach 60' ( John), Schmitz 73' ( Roemer), V. van Crooij, Giakoumakis 65' RESERVEBANK: D. van Crooij, Verbong, Swinkels, Schäfer, Hupperts, A. Donis, Arias, Hunte | Mvogo, Dumfries , Teze, Viergever, Max 84' ( Obispo), Götze, Rosario 73' ( Sangaré), Boscagli, Gakpo 73' ( Van Ginkel), Malen 89' ( Madueke), Zahavi 89' ( Vertessen) RESERVEBANK: Unnerstall, Delanghe, Baumgartl, Ihattaren, Fein, Piroe |  |
| Stadion: Stadion De Koel, Venlo Toeschouwers: 0 Arbiter: Blom |           |           |                     | Kirschbaum, Pachonik, Dekker, Da Graca, Kum 46' ( Gelmi), Guwara, Post 84' ( Janssen), Machach 60' ( John), Schmitz 73' ( Roemer), V. van Crooij, Giakoumakis 65' RESERVEBANK: D. van Crooij, Verbong, Swinkels, Schäfer, Hupperts, A. Donis, Arias, Hunte | Mvogo, Dumfries , Teze, Viergever, Max 84' ( Obispo), Götze, Rosario 73' ( Sangaré), Boscagli, Gakpo 73' ( Van Ginkel), Malen 89' ( Madueke), Zahavi 89' ( Vertessen) RESERVEBANK: Unnerstall, Delanghe, Baumgartl, Ihattaren, Fein, Piroe |  |
| Stadion: Stadion De Koel, Venlo Toeschouwers: 0 Arbiter: Blom |           |           |                     | Kirschbaum, Pachonik, Dekker, Da Graca, Kum 46' ( Gelmi), Guwara, Post 84' ( Janssen), Machach 60' ( John), Schmitz 73' ( Roemer), V. van Crooij, Giakoumakis 65' RESERVEBANK: D. van Crooij, Verbong, Swinkels, Schäfer, Hupperts, A. Donis, Arias, Hunte | Mvogo, Dumfries , Teze, Viergever, Max 84' ( Obispo), Götze, Rosario 73' ( Sangaré), Boscagli, Gakpo 73' ( Van Ginkel), Malen 89' ( Madueke), Zahavi 89' ( Vertessen) RESERVEBANK: Unnerstall, Delanghe, Baumgartl, Ihattaren, Fein, Piroe |  |
| Bijz.: De speeldata en -tijden vanaf speelronde 22 (na de winterstop) zijn 21 december 2020 gecommuniceerd door de KNVB. Geen toeschouwers toegelaten t.g.v. maatregelen coronapandemie. Tiende competitienederlaag op rij voor VVV, een nieuw negatief clubrecord. |           |           |                     | | |  |

Speelronde 30:
| Zaterdag 24 april 2021, 18:45 | Sparta Rotterdam         | 2-0 (1-0) | VVV-Venlo | Opstelling Sparta Rotterdam | Opstelling VVV-Venlo |  |
| Stadion: Het Kasteel, Rotterdam Toeschouwers: 2.000 (uitverkocht) Arbiter: Van der Eijk | L. Duarte 41' Smeets 67' |           |           | Okoye, Abels, Beugelsdijk 76', Heylen 78' ( Auassar), Meijers, L. Duarte 73' ( Kharchouch), Smeets 45+1', Harroui, Mijnans 79' ( D. Duarte), Thy, Engels 78' ( Emegha) RESERVEBANK: Van Leer, Fabrie, Van Mullem, Vianello, Meerstadt, Burger | Kirschbaum, Pachonik, Dekker, Da Graca, Guwara, Post 56', V. van Crooij 71' 84' ( Essanoussi), C. Donis 63' ( A. Donis 77'), Roemer 46' ( Machach 90'), Arias, John 63' ( Hunte) RESERVEBANK: D. van Crooij, Verbong, Swinkels, Schäfer, Kum, Schmitz, Hupperts, Nabbe |  |
| Stadion: Het Kasteel, Rotterdam Toeschouwers: 2.000 (uitverkocht) Arbiter: Van der Eijk |                          |           |           | Okoye, Abels, Beugelsdijk 76', Heylen 78' ( Auassar), Meijers, L. Duarte 73' ( Kharchouch), Smeets 45+1', Harroui, Mijnans 79' ( D. Duarte), Thy, Engels 78' ( Emegha) RESERVEBANK: Van Leer, Fabrie, Van Mullem, Vianello, Meerstadt, Burger | Kirschbaum, Pachonik, Dekker, Da Graca, Guwara, Post 56', V. van Crooij 71' 84' ( Essanoussi), C. Donis 63' ( A. Donis 77'), Roemer 46' ( Machach 90'), Arias, John 63' ( Hunte) RESERVEBANK: D. van Crooij, Verbong, Swinkels, Schäfer, Kum, Schmitz, Hupperts, Nabbe |  |
| Stadion: Het Kasteel, Rotterdam Toeschouwers: 2.000 (uitverkocht) Arbiter: Van der Eijk |                          |           |           | Okoye, Abels, Beugelsdijk 76', Heylen 78' ( Auassar), Meijers, L. Duarte 73' ( Kharchouch), Smeets 45+1', Harroui, Mijnans 79' ( D. Duarte), Thy, Engels 78' ( Emegha) RESERVEBANK: Van Leer, Fabrie, Van Mullem, Vianello, Meerstadt, Burger | Kirschbaum, Pachonik, Dekker, Da Graca, Guwara, Post 56', V. van Crooij 71' 84' ( Essanoussi), C. Donis 63' ( A. Donis 77'), Roemer 46' ( Machach 90'), Arias, John 63' ( Hunte) RESERVEBANK: D. van Crooij, Verbong, Swinkels, Schäfer, Kum, Schmitz, Hupperts, Nabbe |  |
| Bijz.: De speeldata en -tijden vanaf speelronde 22 (na de winterstop) zijn 21 december 2020 gecommuniceerd door de KNVB. Oorspronkelijke tijdstip 20:00. Verplaatst in verband met herschikking speeldata Ajax. Giakoumakis automatisch geschorst vanwege 5e gele kaart. Maximaal 2.000 toeschouwers toegestaan als 'fieldlab'. Elfde competitienederlaag op rij. |                          |           |           | | |  |

Speelronde 31:
| Zaterdag 1 mei 2021, 16:30 | Heracles Almelo                                | 4-0 (2-0) | VVV-Venlo | Opstelling Heracles Almelo | Opstelling VVV-Venlo |  |
| Stadion: Erve Asito, Almelo Toeschouwers: 0 Arbiter: Kuipers | Bakış 35' Vloet 44' Bakış 55' Bakış 83' (pen.) |           |           | Blaswich, Fadiga, Pröpper , Knoester 49', Quagliata 46' ( Leš), Schoofs, Vloet 80' ( Sierra), De la Torre 90' ( İbrahimoğlu), Lunding 46' ( Azzaoui), Bakış, Burgzorg 80' ( Kutucu) RESERVEBANK: Brouwer, Bucker, Breukers, Rente, Kiomourtzoglou, Szőke | Kirschbaum, Pachonik, Dekker 46' ( Swinkels 82'), Da Graca, Guwara, Post , V. van Crooij, Machach, Roemer 46' ( A. Donis), Giakoumakis 59' ( Arias), Hunte 46' ( John) RESERVEBANK: D. van Crooij, Verbong, Gelmi, Schäfer, Kum, Schmitz, Essanoussi |  |
| Stadion: Erve Asito, Almelo Toeschouwers: 0 Arbiter: Kuipers |                                                |           |           | Blaswich, Fadiga, Pröpper , Knoester 49', Quagliata 46' ( Leš), Schoofs, Vloet 80' ( Sierra), De la Torre 90' ( İbrahimoğlu), Lunding 46' ( Azzaoui), Bakış, Burgzorg 80' ( Kutucu) RESERVEBANK: Brouwer, Bucker, Breukers, Rente, Kiomourtzoglou, Szőke | Kirschbaum, Pachonik, Dekker 46' ( Swinkels 82'), Da Graca, Guwara, Post , V. van Crooij, Machach, Roemer 46' ( A. Donis), Giakoumakis 59' ( Arias), Hunte 46' ( John) RESERVEBANK: D. van Crooij, Verbong, Gelmi, Schäfer, Kum, Schmitz, Essanoussi |  |
| Stadion: Erve Asito, Almelo Toeschouwers: 0 Arbiter: Kuipers |                                                |           |           | Blaswich, Fadiga, Pröpper , Knoester 49', Quagliata 46' ( Leš), Schoofs, Vloet 80' ( Sierra), De la Torre 90' ( İbrahimoğlu), Lunding 46' ( Azzaoui), Bakış, Burgzorg 80' ( Kutucu) RESERVEBANK: Brouwer, Bucker, Breukers, Rente, Kiomourtzoglou, Szőke | Kirschbaum, Pachonik, Dekker 46' ( Swinkels 82'), Da Graca, Guwara, Post , V. van Crooij, Machach, Roemer 46' ( A. Donis), Giakoumakis 59' ( Arias), Hunte 46' ( John) RESERVEBANK: D. van Crooij, Verbong, Gelmi, Schäfer, Kum, Schmitz, Essanoussi |  |
| Bijz.: De speeldata en -tijden vanaf speelronde 22 (na de winterstop) zijn 21 december 2020 gecommuniceerd door de KNVB. Geen toeschouwers toegelaten t.g.v. maatregelen coronapandemie. Oorspronkelijke datum: vrijdag 30 april 2021, 20:00. Verplaatst vanwege mogelijke verlenging pilot met toegangstests corona. |                                                |           |           | | |  |

Speelronde 32:
| Zaterdag 8 mei 2021, 21:00 | VVV-Venlo                                 | 3-3 (2-2) | RKC Waalwijk                             | Opstelling VVV-Venlo | Opstelling RKC Waalwijk |  |
| Stadion: Stadion De Koel, Venlo Toeschouwers: 0 Arbiter: Kamphuis | Giakoumakis 4' John 44' V. van Crooij 79' |           | 15' Oosting 33' Ngonge 84' (pen.) Ngonge | Kirschbaum, Pachonik, Dekker, Da Graca 59', Guwara 66' ( Schmitz), Post , Janssen 74' ( Hunte), Machach 85' ( Arias), V. van Crooij 90+2', Giakoumakis, John 74' ( Roemer) RESERVEBANK: D. van Crooij, Verbong, Swinkels, Gelmi, Kum, C. Donis, Hupperts, A. Donis | Lamprou, Gaari, Meulensteen, Touba, Lutonda, Anita, Van der Venne 88' ( Mulder), Tahiri 72' ( Augustijns), Sow 28' 60' ( Stokkers), Oosting 88' ( John), Ngonge 88' ( Daneels) RESERVEBANK: Vaessen, Grim, Quasten, Adewoye, Wouters, Bakari, Damașcan) |  |
| Stadion: Stadion De Koel, Venlo Toeschouwers: 0 Arbiter: Kamphuis |                                           |           |                                          | Kirschbaum, Pachonik, Dekker, Da Graca 59', Guwara 66' ( Schmitz), Post , Janssen 74' ( Hunte), Machach 85' ( Arias), V. van Crooij 90+2', Giakoumakis, John 74' ( Roemer) RESERVEBANK: D. van Crooij, Verbong, Swinkels, Gelmi, Kum, C. Donis, Hupperts, A. Donis | Lamprou, Gaari, Meulensteen, Touba, Lutonda, Anita, Van der Venne 88' ( Mulder), Tahiri 72' ( Augustijns), Sow 28' 60' ( Stokkers), Oosting 88' ( John), Ngonge 88' ( Daneels) RESERVEBANK: Vaessen, Grim, Quasten, Adewoye, Wouters, Bakari, Damașcan) |  |
| Stadion: Stadion De Koel, Venlo Toeschouwers: 0 Arbiter: Kamphuis |                                           |           |                                          | Kirschbaum, Pachonik, Dekker, Da Graca 59', Guwara 66' ( Schmitz), Post , Janssen 74' ( Hunte), Machach 85' ( Arias), V. van Crooij 90+2', Giakoumakis, John 74' ( Roemer) RESERVEBANK: D. van Crooij, Verbong, Swinkels, Gelmi, Kum, C. Donis, Hupperts, A. Donis | Lamprou, Gaari, Meulensteen, Touba, Lutonda, Anita, Van der Venne 88' ( Mulder), Tahiri 72' ( Augustijns), Sow 28' 60' ( Stokkers), Oosting 88' ( John), Ngonge 88' ( Daneels) RESERVEBANK: Vaessen, Grim, Quasten, Adewoye, Wouters, Bakari, Damașcan) |  |
| Bijz.: De speeldata en -tijden vanaf speelronde 22 (na de winterstop) zijn 21 december 2020 gecommuniceerd door de KNVB. Geen toeschouwers toegelaten t.g.v. maatregelen coronapandemie. |                                           |           |                                          | | |  |

Speelronde 33:
| Donderdag 13 mei 2021, 14:30 | Ajax                            | 3-1 (1-0) | VVV-Venlo       | Opstelling Ajax | Opstelling VVV-Venlo |  |
| Stadion: Johan Cruijff ArenA, Amsterdam Toeschouwers: 0 Arbiter: Higler | Rensch 10' Haller 57' Kudus 77' |           | 76' Giakoumakis | Stekelenburg, J. Timber, Schuurs, Martínez 49', Rensch 68' ( Klaiber), Ekkelenkamp, Klaassen 44' ( Taylor 54'), Kudus 79' ( Tadić), Neres 79' ( Antony), Haller, Idrissi 68' ( Gravenberch) RESERVEBANK: Reiziger, Raatsie, Llansana, Traoré | Kirschbaum, Pachonik, Swinkels, Da Graca, Schmitz 58' ( Arias), Guwara, Post , Machach 68' ( Roemer), Janssen 58' ( Hupperts), V. van Crooij, Giakoumakis 44' RESERVEBANK: D. van Crooij, Verbong, Gelmi, Schäfer, Essanoussi, Nabbe, Hunte, John |  |
| Stadion: Johan Cruijff ArenA, Amsterdam Toeschouwers: 0 Arbiter: Higler |                                 |           |                 | Stekelenburg, J. Timber, Schuurs, Martínez 49', Rensch 68' ( Klaiber), Ekkelenkamp, Klaassen 44' ( Taylor 54'), Kudus 79' ( Tadić), Neres 79' ( Antony), Haller, Idrissi 68' ( Gravenberch) RESERVEBANK: Reiziger, Raatsie, Llansana, Traoré | Kirschbaum, Pachonik, Swinkels, Da Graca, Schmitz 58' ( Arias), Guwara, Post , Machach 68' ( Roemer), Janssen 58' ( Hupperts), V. van Crooij, Giakoumakis 44' RESERVEBANK: D. van Crooij, Verbong, Gelmi, Schäfer, Essanoussi, Nabbe, Hunte, John |  |
| Stadion: Johan Cruijff ArenA, Amsterdam Toeschouwers: 0 Arbiter: Higler |                                 |           |                 | Stekelenburg, J. Timber, Schuurs, Martínez 49', Rensch 68' ( Klaiber), Ekkelenkamp, Klaassen 44' ( Taylor 54'), Kudus 79' ( Tadić), Neres 79' ( Antony), Haller, Idrissi 68' ( Gravenberch) RESERVEBANK: Reiziger, Raatsie, Llansana, Traoré | Kirschbaum, Pachonik, Swinkels, Da Graca, Schmitz 58' ( Arias), Guwara, Post , Machach 68' ( Roemer), Janssen 58' ( Hupperts), V. van Crooij, Giakoumakis 44' RESERVEBANK: D. van Crooij, Verbong, Gelmi, Schäfer, Essanoussi, Nabbe, Hunte, John |  |
| Bijz.: De speeldata en -tijden vanaf speelronde 22 (na de winterstop) zijn 21 december 2020 gecommuniceerd door de KNVB. Geen toeschouwers toegelaten t.g.v. maatregelen coronapandemie. Overtreding van Taylor op Post in de 53e minuut werd aanvankelijk slechts met een gele kaart bestraft door scheidsrechter Dennis Higler. Na ingrijpen van de videoscheidsrechter (VAR) Erwin Blank werd de gele kaart omgezet in een rode kaart. VVV voor de achtste keer in de clubhistorie gedegradeerd naar de Eerste divisie. |                                 |           |                 | | |  |

Speelronde 34:
| Zondag 16 mei 2021, 14:30 | VVV-Venlo | 0-4 (0-1) | FC Emmen                                          | Opstelling VVV-Venlo | Opstelling FC Emmen |  |
| Stadion: Stadion De Koel, Venlo Toeschouwers: 0 Arbiter: Makkelie |           |           | 36' Adzić 53' (pen.) Peña 64' De Leeuw 81' Gladon | D. van Crooij, Pachonik 59', Swinkels 61' ( Machach), Da Graca, Guwara, Post 84', Dekker, Essanoussi 46' ( Janssen), Roemer 72' ( Hupperts), Arias, V. van Crooij 72' ( John) RESERVEBANK: Verbong, Gelmi, Schäfer, S'rifi, Nabbe | Verrips, Bijl 24', Araujo, Bakker, Cavlan, Ben Moussa 84' ( De Vos), Peña, Bernadou 61' 76' ( Veendorp), Frei 76' ( Laursen), De Leeuw , Adzić 70' ( Gladon) RESERVEBANK: Telgenkamp, Van der Lei, Van Rhijn, Rhyner, Tibbling, Scholte, Payne, La Torre, Kolar |  |
| Stadion: Stadion De Koel, Venlo Toeschouwers: 0 Arbiter: Makkelie |           |           |                                                   | D. van Crooij, Pachonik 59', Swinkels 61' ( Machach), Da Graca, Guwara, Post 84', Dekker, Essanoussi 46' ( Janssen), Roemer 72' ( Hupperts), Arias, V. van Crooij 72' ( John) RESERVEBANK: Verbong, Gelmi, Schäfer, S'rifi, Nabbe | Verrips, Bijl 24', Araujo, Bakker, Cavlan, Ben Moussa 84' ( De Vos), Peña, Bernadou 61' 76' ( Veendorp), Frei 76' ( Laursen), De Leeuw , Adzić 70' ( Gladon) RESERVEBANK: Telgenkamp, Van der Lei, Van Rhijn, Rhyner, Tibbling, Scholte, Payne, La Torre, Kolar |  |
| Stadion: Stadion De Koel, Venlo Toeschouwers: 0 Arbiter: Makkelie |           |           |                                                   | D. van Crooij, Pachonik 59', Swinkels 61' ( Machach), Da Graca, Guwara, Post 84', Dekker, Essanoussi 46' ( Janssen), Roemer 72' ( Hupperts), Arias, V. van Crooij 72' ( John) RESERVEBANK: Verbong, Gelmi, Schäfer, S'rifi, Nabbe | Verrips, Bijl 24', Araujo, Bakker, Cavlan, Ben Moussa 84' ( De Vos), Peña, Bernadou 61' 76' ( Veendorp), Frei 76' ( Laursen), De Leeuw , Adzić 70' ( Gladon) RESERVEBANK: Telgenkamp, Van der Lei, Van Rhijn, Rhyner, Tibbling, Scholte, Payne, La Torre, Kolar |  |
| Bijz.: De speeldata en -tijden vanaf speelronde 22 (na de winterstop) zijn 21 december 2020 gecommuniceerd door de KNVB. Geen toeschouwers toegelaten t.g.v. maatregelen coronapandemie. Trainer Jos Luhukay in quarantaine, vervangen door Jay Driessen. Voor het eerst in de clubhistorie eindigt een VVV-speler (Giakoumakis, 26 doelpunten) als topscorer van de Eredivisie. |           |           |                                                   | | |  |

### KNVB beker
Eerste ronde:
| Dinsdag 27 oktober 2020, 19:45 | VVV-Venlo                                                     | 4-2 (0-1) | FC Den Bosch            | Opstelling VVV-Venlo | Opstelling FC Den Bosch |  |
| Stadion: Stadion De Koel, Venlo Toeschouwers: 0 Arbiter: Gerrets | Giakoumakis 57' Arias 59' Giakoumakis 73' (pen.) Pachonik 90' |           | 42' Postema 81' Postema | D. van Crooij, Pachonik, Gelmi, Swinkels, Schäfer, Post 74' ( Hunte), Linthorst, Ćorić 46' ( Janssen), Machach 58' ( Arias), Giakoumakis 74' ( Bastiaans), V. van Crooij 90+2' ( Roemer) RESERVEBANK: Verbong, Craenmehr, Dekker, Van Dijck, S'rifi, Essanoussi | Sikking, Deijl , D. Lambert, Sturing, Van Hedel 52' ( Van Zutphen), Bolsius 77' ( Bongiovanni), Mulders 51' 77' ( Soumaoro), Moreo Klas 63' ( Van Moorsel), Meerveld 77' ( R. Lambert), Postema, Hornkamp RESERVEBANK: Schalks, Voets, Miedema |  |
| Stadion: Stadion De Koel, Venlo Toeschouwers: 0 Arbiter: Gerrets |                                                               |           |                         | D. van Crooij, Pachonik, Gelmi, Swinkels, Schäfer, Post 74' ( Hunte), Linthorst, Ćorić 46' ( Janssen), Machach 58' ( Arias), Giakoumakis 74' ( Bastiaans), V. van Crooij 90+2' ( Roemer) RESERVEBANK: Verbong, Craenmehr, Dekker, Van Dijck, S'rifi, Essanoussi | Sikking, Deijl , D. Lambert, Sturing, Van Hedel 52' ( Van Zutphen), Bolsius 77' ( Bongiovanni), Mulders 51' 77' ( Soumaoro), Moreo Klas 63' ( Van Moorsel), Meerveld 77' ( R. Lambert), Postema, Hornkamp RESERVEBANK: Schalks, Voets, Miedema |  |
| Stadion: Stadion De Koel, Venlo Toeschouwers: 0 Arbiter: Gerrets |                                                               |           |                         | D. van Crooij, Pachonik, Gelmi, Swinkels, Schäfer, Post 74' ( Hunte), Linthorst, Ćorić 46' ( Janssen), Machach 58' ( Arias), Giakoumakis 74' ( Bastiaans), V. van Crooij 90+2' ( Roemer) RESERVEBANK: Verbong, Craenmehr, Dekker, Van Dijck, S'rifi, Essanoussi | Sikking, Deijl , D. Lambert, Sturing, Van Hedel 52' ( Van Zutphen), Bolsius 77' ( Bongiovanni), Mulders 51' 77' ( Soumaoro), Moreo Klas 63' ( Van Moorsel), Meerveld 77' ( R. Lambert), Postema, Hornkamp RESERVEBANK: Schalks, Voets, Miedema |  |
| Bijz.: Loting op 3 oktober 2020. Geen toeschouwers toegelaten t.g.v. maatregelen coronapandemie. Kum geschorst (1e wedstrijd) vanwege directe rode kaart in de competitiewedstrijd VVV - Ajax. VVV plaatst zich voor de volgende bekerronde. |                                                               |           |                         | | |  |

Tweede ronde:
| Woensdag 16 december 2020, 16:30 | Almere City FC   | 1-4 (1-2) | VVV-Venlo                                             | Opstelling Almere City FC | Opstelling VVV-Venlo |  |
| Stadion: Yanmar Stadion, Almere Toeschouwers: 0 Arbiter: Nijhuis                                                                                 | Gelmi 10' (e.d.) |           | 33' V. van Crooij 45+1' Arias 53' Linthorst 70' Arias | Woud, Van Vlerken, Mirani, Helstrup, Lesquoy, Emmers 60' ( Bensabouh), Receveur 60' ( Bouyaghlafen), Koolwijk 72' 76' ( Tunga), Hammouti, Verheydt 76' ( Gauna), Kaandorp 60' ( Sørensen) RESERVEBANK: Etemadi, Balker, Blackson, Breedijk, Mannes, Resink, Harrison | Kirschbaum, Dekker, Gelmi, Schäfer 79' ( Kum), Schmitz, Post , Machach 83' ( Essanoussi), Linthorst 75' ( Janssen), V. van Crooij 75' ( Hunte), Arias, John 79' ( Hupperts) RESERVEBANK: D. van Crooij, Verbong, Pachonik, Van Dijck, Ćorić, S'rifi, Roemer |  |
| Stadion: Yanmar Stadion, Almere Toeschouwers: 0 Arbiter: Nijhuis                                                                                 |                  |           |                                                       | Woud, Van Vlerken, Mirani, Helstrup, Lesquoy, Emmers 60' ( Bensabouh), Receveur 60' ( Bouyaghlafen), Koolwijk 72' 76' ( Tunga), Hammouti, Verheydt 76' ( Gauna), Kaandorp 60' ( Sørensen) RESERVEBANK: Etemadi, Balker, Blackson, Breedijk, Mannes, Resink, Harrison | Kirschbaum, Dekker, Gelmi, Schäfer 79' ( Kum), Schmitz, Post , Machach 83' ( Essanoussi), Linthorst 75' ( Janssen), V. van Crooij 75' ( Hunte), Arias, John 79' ( Hupperts) RESERVEBANK: D. van Crooij, Verbong, Pachonik, Van Dijck, Ćorić, S'rifi, Roemer |  |
| Stadion: Yanmar Stadion, Almere Toeschouwers: 0 Arbiter: Nijhuis                                                                                 |                  |           |                                                       | Woud, Van Vlerken, Mirani, Helstrup, Lesquoy, Emmers 60' ( Bensabouh), Receveur 60' ( Bouyaghlafen), Koolwijk 72' 76' ( Tunga), Hammouti, Verheydt 76' ( Gauna), Kaandorp 60' ( Sørensen) RESERVEBANK: Etemadi, Balker, Blackson, Breedijk, Mannes, Resink, Harrison | Kirschbaum, Dekker, Gelmi, Schäfer 79' ( Kum), Schmitz, Post , Machach 83' ( Essanoussi), Linthorst 75' ( Janssen), V. van Crooij 75' ( Hunte), Arias, John 79' ( Hupperts) RESERVEBANK: D. van Crooij, Verbong, Pachonik, Van Dijck, Ćorić, S'rifi, Roemer |  |
| Bijz.: Loting op 21 november 2020. Geen toeschouwers toegelaten t.g.v. maatregelen coronapandemie. VVV plaatst zich voor de volgende bekerronde. |                  |           |                                                       | | |  |

Achtste finale:
| Donderdag 21 januari 2021, 21:00 | VVV-Venlo     | 1-0 (1-0) | Go Ahead Eagles | Opstelling VVV-Venlo | Opstelling Go Ahead Eagles |  |
| Stadion: Stadion De Koel, Venlo Toeschouwers: 0 Arbiter: Martens                                                                                 | Bastiaans 35' |           |                 | D. van Crooij , Kum 71' ( Dekker), Gelmi, Swinkels 60' ( Post 62'), Schäfer, V. van Crooij 61' ( Da Graca), Roemer, Janssen 61' ( Linthorst), Ćorić 75' ( Machach), Arias, Bastiaans RESERVEBANK: Kirschbaum, Verbong, Guwara, Nabbe, John, Hunte, Giakoumakis | Gorter, Eersteling, Beukema, Veldmate 81' ( Bakker), Kuipers, Eyibil, Lucassen 85', Brouwers, Rabillard 78' ( Botos 90+3'), Mulenga 57' 78' ( Hendriks), Ross 10' 32' ( Van Hoeven) RESERVEBANK: Jansen, Veldhuis, Droste, Abdat, Eddahchouri, Leeflang, Dumay |  |
| Stadion: Stadion De Koel, Venlo Toeschouwers: 0 Arbiter: Martens                                                                                 |               |           |                 | D. van Crooij , Kum 71' ( Dekker), Gelmi, Swinkels 60' ( Post 62'), Schäfer, V. van Crooij 61' ( Da Graca), Roemer, Janssen 61' ( Linthorst), Ćorić 75' ( Machach), Arias, Bastiaans RESERVEBANK: Kirschbaum, Verbong, Guwara, Nabbe, John, Hunte, Giakoumakis | Gorter, Eersteling, Beukema, Veldmate 81' ( Bakker), Kuipers, Eyibil, Lucassen 85', Brouwers, Rabillard 78' ( Botos 90+3'), Mulenga 57' 78' ( Hendriks), Ross 10' 32' ( Van Hoeven) RESERVEBANK: Jansen, Veldhuis, Droste, Abdat, Eddahchouri, Leeflang, Dumay |  |
| Stadion: Stadion De Koel, Venlo Toeschouwers: 0 Arbiter: Martens                                                                                 |               |           |                 | D. van Crooij , Kum 71' ( Dekker), Gelmi, Swinkels 60' ( Post 62'), Schäfer, V. van Crooij 61' ( Da Graca), Roemer, Janssen 61' ( Linthorst), Ćorić 75' ( Machach), Arias, Bastiaans RESERVEBANK: Kirschbaum, Verbong, Guwara, Nabbe, John, Hunte, Giakoumakis | Gorter, Eersteling, Beukema, Veldmate 81' ( Bakker), Kuipers, Eyibil, Lucassen 85', Brouwers, Rabillard 78' ( Botos 90+3'), Mulenga 57' 78' ( Hendriks), Ross 10' 32' ( Van Hoeven) RESERVEBANK: Jansen, Veldhuis, Droste, Abdat, Eddahchouri, Leeflang, Dumay |  |
| Bijz.: Loting op 19 december 2020. Geen toeschouwers toegelaten t.g.v. maatregelen coronapandemie. VVV plaatst zich voor de volgende bekerronde. |               |           |                 | | |  |

Kwartfinale:
| Woensdag 17 februari 2021, 16:30 | N.E.C.    | 1-2 n.v. (0-1) | VVV-Venlo                    | Opstelling N.E.C. | Opstelling VVV-Venlo |  |
| Stadion: Erve Asito, Almelo Toeschouwers: 0 Arbiter: Manschot | Janga 57' |                | 23' Giakoumakis 105' Shabani | Branderhorst, Van Rooij, Barreto 106' ( Baeten), Odenthal 119', El Karouani 116', Okita 99' ( Fase), Vet 81' 115' ( Lartey Sanniez), Bruijn , Tavşan 106' ( De Wolf), Janga, Sellouf 80' ( Beekman) RESERVEBANK: Alblas, Schuurman, Bukusu, Gertsen | D. van Crooij, Pachonik, Gelmi 103' 105+1' ( Schäfer), Swinkels 59' 86' ( Kum), Guwara, Post , Machach 66' ( Hunte), C. Donis, V. van Crooij, Giakoumakis, A. Donis 66' ( Shabani) RESERVEBANK: Verbong, Craenmehr, Janssen, S'rifi, Essanoussi, John, Roemer, Arias |  |
| Stadion: Erve Asito, Almelo Toeschouwers: 0 Arbiter: Manschot |           |                |                              | Branderhorst, Van Rooij, Barreto 106' ( Baeten), Odenthal 119', El Karouani 116', Okita 99' ( Fase), Vet 81' 115' ( Lartey Sanniez), Bruijn , Tavşan 106' ( De Wolf), Janga, Sellouf 80' ( Beekman) RESERVEBANK: Alblas, Schuurman, Bukusu, Gertsen | D. van Crooij, Pachonik, Gelmi 103' 105+1' ( Schäfer), Swinkels 59' 86' ( Kum), Guwara, Post , Machach 66' ( Hunte), C. Donis, V. van Crooij, Giakoumakis, A. Donis 66' ( Shabani) RESERVEBANK: Verbong, Craenmehr, Janssen, S'rifi, Essanoussi, John, Roemer, Arias |  |
| Stadion: Erve Asito, Almelo Toeschouwers: 0 Arbiter: Manschot |           |                |                              | Branderhorst, Van Rooij, Barreto 106' ( Baeten), Odenthal 119', El Karouani 116', Okita 99' ( Fase), Vet 81' 115' ( Lartey Sanniez), Bruijn , Tavşan 106' ( De Wolf), Janga, Sellouf 80' ( Beekman) RESERVEBANK: Alblas, Schuurman, Bukusu, Gertsen | D. van Crooij, Pachonik, Gelmi 103' 105+1' ( Schäfer), Swinkels 59' 86' ( Kum), Guwara, Post , Machach 66' ( Hunte), C. Donis, V. van Crooij, Giakoumakis, A. Donis 66' ( Shabani) RESERVEBANK: Verbong, Craenmehr, Janssen, S'rifi, Essanoussi, John, Roemer, Arias |  |
| Bijz.: Loting op 19 december 2020 bepaalde dat VVV als uitspelende club werd aangewezen. Loting op 23 januari 2021 moest de tegenstander uitwijzen: Ajax, Excelsior, sc Heerenveen of N.E.C.. Vanwege sneeuwval en aanhoudende vorst afgelast op oorspronkelijke datum: woensdag 10 februari 2021, 18:45. Geen toeschouwers toegelaten t.g.v. maatregelen coronapandemie. VVV plaatst zich voor het eerst sinds 1988 voor de volgende halve finale. |           |                |                              | | |  |

Halve finale:
| Dinsdag 2 maart 2021, 21:00 | Vitesse               | 2-0 (0-0) | VVV-Venlo | Opstelling Vitesse | Opstelling VVV-Venlo |  |
| Stadion: GelreDome, Arnhem Toeschouwers: 0 Arbiter: Lindhout | Broja 75' Tannane 84' |           |           | Pasveer , Dasa, Doekhi, Bazoer 89' ( Hájek), Rasmussen, Wittek, Tronstad, Tannane 63' 87' ( Darfalou), Bero, Broja, Openda 75' ( Vroegh) RESERVEBANK: Houwen, Oroz, Manhoef, Cornelisse, Bruns, Touré, Huisman, Gong, Ohio | Kirschbaum, Pachonik, Gelmi, Da Graca, Schäfer 83' ( Arias), Post , Shabani, C. Donis, Machach 37' ( Janssen), Giakoumakis 26', Hunte RESERVEBANK: D. van Crooij, Verbong, Swinkels, Kum, Schmitz, Essanoussi, Nabbe, Hupperts, John, Roemer |  |
| Stadion: GelreDome, Arnhem Toeschouwers: 0 Arbiter: Lindhout |                       |           |           | Pasveer , Dasa, Doekhi, Bazoer 89' ( Hájek), Rasmussen, Wittek, Tronstad, Tannane 63' 87' ( Darfalou), Bero, Broja, Openda 75' ( Vroegh) RESERVEBANK: Houwen, Oroz, Manhoef, Cornelisse, Bruns, Touré, Huisman, Gong, Ohio | Kirschbaum, Pachonik, Gelmi, Da Graca, Schäfer 83' ( Arias), Post , Shabani, C. Donis, Machach 37' ( Janssen), Giakoumakis 26', Hunte RESERVEBANK: D. van Crooij, Verbong, Swinkels, Kum, Schmitz, Essanoussi, Nabbe, Hupperts, John, Roemer |  |
| Stadion: GelreDome, Arnhem Toeschouwers: 0 Arbiter: Lindhout |                       |           |           | Pasveer , Dasa, Doekhi, Bazoer 89' ( Hájek), Rasmussen, Wittek, Tronstad, Tannane 63' 87' ( Darfalou), Bero, Broja, Openda 75' ( Vroegh) RESERVEBANK: Houwen, Oroz, Manhoef, Cornelisse, Bruns, Touré, Huisman, Gong, Ohio | Kirschbaum, Pachonik, Gelmi, Da Graca, Schäfer 83' ( Arias), Post , Shabani, C. Donis, Machach 37' ( Janssen), Giakoumakis 26', Hunte RESERVEBANK: D. van Crooij, Verbong, Swinkels, Kum, Schmitz, Essanoussi, Nabbe, Hupperts, John, Roemer |  |
| Bijz.: De loting was in twee delen opgedeeld. Op 23 januari 2021 werden de thuisspelende clubs bekendgemaakt, op 13 februari 2021 werden de uitspelende clubs bepaald. Geen toeschouwers toegelaten t.g.v. maatregelen coronapandemie. VVV uitgeschakeld. |                       |           |           | | |  |

## Oefenwedstrijden

### Voorbereiding
| dinsdag 21 juli 2020, 19:00                                                                                      | Sporting ST | 0-19 (0-9) | VVV-Venlo | Opstelling Sporting ST | Opstelling VVV-Venlo |
| Stadion: Sportpark "Kerkebos", Swolgen Toeschouwers: 250 (uitverkocht) Arbiter: Van der Ven                      |             |            | 3' Arias 15' Van Dijck 17' Arias 20' Hupperts 30' Essanoussi 32' Arias 35' Hupperts 39' Dekker 41' Linthorst 47' Roemer 55' Schäfer 56' Bastiaans 58' Roemer 60' Janssen 61' Neudecker 63' Bastiaans 81' Roemer 86' Schäfer 89' Pachonik |                        | Verbong 46' ( Craenmehr), Dekker 46' ( Pachonik ), Van Dijck 46' ( Schäfer), Kum 46' ( Swinkels), Pleunis 46' ( Roeffen), Post 46' ( Janssen), Linthorst 46' ( S'rifi), Essanoussi 46' ( Neudecker), Hupperts 46' ( Roemer), Arias 46' ( Hendrikx), Verheijen 46' ( Bastiaans) |
| Stadion: Sportpark "Kerkebos", Swolgen Toeschouwers: 250 (uitverkocht) Arbiter: Van der Ven                      |             |            | |                        | Verbong 46' ( Craenmehr), Dekker 46' ( Pachonik ), Van Dijck 46' ( Schäfer), Kum 46' ( Swinkels), Pleunis 46' ( Roeffen), Post 46' ( Janssen), Linthorst 46' ( S'rifi), Essanoussi 46' ( Neudecker), Hupperts 46' ( Roemer), Arias 46' ( Hendrikx), Verheijen 46' ( Bastiaans) |
| Stadion: Sportpark "Kerkebos", Swolgen Toeschouwers: 250 (uitverkocht) Arbiter: Van der Ven                      |             |            | |                        | Verbong 46' ( Craenmehr), Dekker 46' ( Pachonik ), Van Dijck 46' ( Schäfer), Kum 46' ( Swinkels), Pleunis 46' ( Roeffen), Post 46' ( Janssen), Linthorst 46' ( S'rifi), Essanoussi 46' ( Neudecker), Hupperts 46' ( Roemer), Arias 46' ( Hendrikx), Verheijen 46' ( Bastiaans) |
| Bijz.: Uitverkocht: maximaal 250 toeschouwers toegelaten vanwege corona-maatregelen. S'rifi speelt op proef mee. |             |            | |                        | |

| zondag 26 juli 2020, 12:00 | EVV | 0-2 (0-0) | VVV-Venlo                        | Opstelling EVV | Opstelling VVV-Venlo |  |
| Stadion: Sportpark "In de Bandert", Echt Toeschouwers: 250 (uitverkocht) Arbiter: Tunnissen                                                                                            |     |           | 38' Hendrikx 68' (pen.) Hendrikx | Creemers 36' ( Becker), R. Gielen 50' ( Ait-Kassi), Van Hien 36' ( Pijjou), R. Kochanowski 36' ( Schmitz 47' ( Van Hien)), Ait-Kassi 36' ( Verhagen), A. Gielen 36' ( Bakker), Gehlen 36' ( Van der Schouw), Keulen 50' ( A. Gielen ), Yıldırım 36' ( Van Dijck 60' ( Yıldırım)), Polman 36' ( S. Kochanowski), Piereij 50' ( Polman) | D. van Crooij 36' ( Verbong), Dekker, Van Dijck, Schäfer 36' ( Swinkels ), Roeffen, Janssen, S'rifi, Essanoussi, Roemer 18' ( Hendrikx), Bastiaans, Verheijen 36' ( Neudecker) RESERVEBANK: Post, Linthorst, Arias |  |
| Stadion: Sportpark "In de Bandert", Echt Toeschouwers: 250 (uitverkocht) Arbiter: Tunnissen                                                                                            |     |           |                                  | Creemers 36' ( Becker), R. Gielen 50' ( Ait-Kassi), Van Hien 36' ( Pijjou), R. Kochanowski 36' ( Schmitz 47' ( Van Hien)), Ait-Kassi 36' ( Verhagen), A. Gielen 36' ( Bakker), Gehlen 36' ( Van der Schouw), Keulen 50' ( A. Gielen ), Yıldırım 36' ( Van Dijck 60' ( Yıldırım)), Polman 36' ( S. Kochanowski), Piereij 50' ( Polman) | D. van Crooij 36' ( Verbong), Dekker, Van Dijck, Schäfer 36' ( Swinkels ), Roeffen, Janssen, S'rifi, Essanoussi, Roemer 18' ( Hendrikx), Bastiaans, Verheijen 36' ( Neudecker) RESERVEBANK: Post, Linthorst, Arias |  |
| Stadion: Sportpark "In de Bandert", Echt Toeschouwers: 250 (uitverkocht) Arbiter: Tunnissen                                                                                            |     |           |                                  | Creemers 36' ( Becker), R. Gielen 50' ( Ait-Kassi), Van Hien 36' ( Pijjou), R. Kochanowski 36' ( Schmitz 47' ( Van Hien)), Ait-Kassi 36' ( Verhagen), A. Gielen 36' ( Bakker), Gehlen 36' ( Van der Schouw), Keulen 50' ( A. Gielen ), Yıldırım 36' ( Van Dijck 60' ( Yıldırım)), Polman 36' ( S. Kochanowski), Piereij 50' ( Polman) | D. van Crooij 36' ( Verbong), Dekker, Van Dijck, Schäfer 36' ( Swinkels ), Roeffen, Janssen, S'rifi, Essanoussi, Roemer 18' ( Hendrikx), Bastiaans, Verheijen 36' ( Neudecker) RESERVEBANK: Post, Linthorst, Arias |  |
| Bijz.: Uitverkocht: maximaal 250 toeschouwers toegelaten vanwege corona-maatregelen. S'rifi speelt op proef mee. De wedstrijd werd ingekort tot slechts 70 minuten (= 2 x 35 minuten). |     |           |                                  | | |  |

| vrijdag 14 augustus 2020, 18:45                                                                         | Willem II                    | 2-1 (0-1) | VVV-Venlo     | Opstelling Willem II | Opstelling VVV-Venlo |  |
| Stadion: Koning Willem II Stadion, Tilburg Toeschouwers: 2.800 (bij maximum: 4.000) Arbiter: Van Boekel | Wriedt 55' Trésor 62' (pen.) |           | 10' Linthorst | Van den Berg, Heerkens 46' ( Owusu ), Holmén 46' ( Van den Bogert), Peters 46' ( Van der Avert 88'), Nelom 46' ( Köhn), Llonch 46' ( Spieringhs), Trésor 62' ( Dahlhaus), Sağlam 62' ( Regouin), Nunnely 62' ( Gladon), Pavlidis 46' ( Wriedt), Köhlert 62' ( Kokkinis) RESERVEBANK: Schut | Kirschbaum, Pachonik 62' ( Dekker), Swinkels 62' ( Gelmi), Kum 62' ( Van Dijck), Schmitz 28' 62' ( Plezier), Post 62' ( Schäfer), Linthorst 74' ( Essanoussi), Janssen 62' ( Neudecker), Hupperts 62' ( Roemer), Arias 62' ( Giakoumakis), John 46' ( Bastiaans) RESERVEBANK: D. van Crooij, Verbong |  |
| Stadion: Koning Willem II Stadion, Tilburg Toeschouwers: 2.800 (bij maximum: 4.000) Arbiter: Van Boekel |                              |           |               | Van den Berg, Heerkens 46' ( Owusu ), Holmén 46' ( Van den Bogert), Peters 46' ( Van der Avert 88'), Nelom 46' ( Köhn), Llonch 46' ( Spieringhs), Trésor 62' ( Dahlhaus), Sağlam 62' ( Regouin), Nunnely 62' ( Gladon), Pavlidis 46' ( Wriedt), Köhlert 62' ( Kokkinis) RESERVEBANK: Schut | Kirschbaum, Pachonik 62' ( Dekker), Swinkels 62' ( Gelmi), Kum 62' ( Van Dijck), Schmitz 28' 62' ( Plezier), Post 62' ( Schäfer), Linthorst 74' ( Essanoussi), Janssen 62' ( Neudecker), Hupperts 62' ( Roemer), Arias 62' ( Giakoumakis), John 46' ( Bastiaans) RESERVEBANK: D. van Crooij, Verbong |  |
| Stadion: Koning Willem II Stadion, Tilburg Toeschouwers: 2.800 (bij maximum: 4.000) Arbiter: Van Boekel |                              |           |               | Van den Berg, Heerkens 46' ( Owusu ), Holmén 46' ( Van den Bogert), Peters 46' ( Van der Avert 88'), Nelom 46' ( Köhn), Llonch 46' ( Spieringhs), Trésor 62' ( Dahlhaus), Sağlam 62' ( Regouin), Nunnely 62' ( Gladon), Pavlidis 46' ( Wriedt), Köhlert 62' ( Kokkinis) RESERVEBANK: Schut | Kirschbaum, Pachonik 62' ( Dekker), Swinkels 62' ( Gelmi), Kum 62' ( Van Dijck), Schmitz 28' 62' ( Plezier), Post 62' ( Schäfer), Linthorst 74' ( Essanoussi), Janssen 62' ( Neudecker), Hupperts 62' ( Roemer), Arias 62' ( Giakoumakis), John 46' ( Bastiaans) RESERVEBANK: D. van Crooij, Verbong |  |
| Bijz.: John en Plezier spelen op proef mee.                                                             |                              |           |               | | |  |

| dinsdag 18 augustus 2020, 19:00                                                                                           | VV Reuver | 0-16 (0-9) | VVV-Venlo | Opstelling VV Reuver | Opstelling VVV-Venlo |
| Stadion: Sportpark "Dijckerhof", Reuver Toeschouwers: 250 (uitverkocht) Arbiter: Puts                                     |           |            | 1' Linthorst 4' Dekker 9' Linthorst 10' Gelmi 11' Kum 16' Linthorst 21' Hupperts 30' Giakoumakis 37' Linthorst 50' Bastiaans 52' Roemer 59' Arias 69' (pen.) Arias 72' (pen.) Arias 79' Pachonik 90' Roemer |                      | D. van Crooij 46' ( Kirschbaum), Dekker 46' ( Pachonik), Gelmi 46' ( Swinkels ), Kum 46' ( Van Dijck), Schmitz 46' ( Plezier), Post 46' ( Schäfer), Linthorst 46' ( Essanoussi), Janssen 46' ( Neudecker), Hupperts 46' ( Roemer), Giakoumakis 46' ( Arias), John 46' ( Bastiaans) RESERVEBANK: Craenmehr |
| Stadion: Sportpark "Dijckerhof", Reuver Toeschouwers: 250 (uitverkocht) Arbiter: Puts                                     |           |            | |                      | D. van Crooij 46' ( Kirschbaum), Dekker 46' ( Pachonik), Gelmi 46' ( Swinkels ), Kum 46' ( Van Dijck), Schmitz 46' ( Plezier), Post 46' ( Schäfer), Linthorst 46' ( Essanoussi), Janssen 46' ( Neudecker), Hupperts 46' ( Roemer), Giakoumakis 46' ( Arias), John 46' ( Bastiaans) RESERVEBANK: Craenmehr |
| Stadion: Sportpark "Dijckerhof", Reuver Toeschouwers: 250 (uitverkocht) Arbiter: Puts                                     |           |            | |                      | D. van Crooij 46' ( Kirschbaum), Dekker 46' ( Pachonik), Gelmi 46' ( Swinkels ), Kum 46' ( Van Dijck), Schmitz 46' ( Plezier), Post 46' ( Schäfer), Linthorst 46' ( Essanoussi), Janssen 46' ( Neudecker), Hupperts 46' ( Roemer), Giakoumakis 46' ( Arias), John 46' ( Bastiaans) RESERVEBANK: Craenmehr |
| Bijz.: Uitverkocht: maximaal 250 toeschouwers toegelaten vanwege corona-maatregelen. John en Plezier spelen op proef mee. |           |            | |                      | |

| vrijdag 21 augustus 2020, 14:00 | Jong PSV |  | VVV-Venlo | Opstelling Jong PSV | Opstelling VVV-Venlo |
| Stadion: PSV Campus De Herdgang, Eindhoven |          |  |           |                     |                      |
| |          |  |           |                     |                      |
| |          |  |           |                     |                      |
| Bijz.: Wedstrijd afgelast op 19 augustus 2020 vanwege personele problemen: Jong PSV telt een aantal geblesseerden en de Eindhovenaren spelen met PSV 1 nog diezelfde avond ook tegen Willem II. |          |  |           |                     |                      |

| zaterdag 22 augustus 2020, 12:00 | Team VVCS              | 2-2 (1-1) | VVV-Venlo                 | Opstelling Team VVCS | Opstelling VVV-Venlo |  |
| Stadion: Sportpark "'t Ligteveld", Neer Toeschouwers: 0 (besloten)                                                                                      | Brusselers 40' Kok 59' |           | 12' Arias 47' Giakoumakis | Heemskerk 46' ( Prinssen), Theunissen, Klomp, Van Iperen, Ten Teije, Kok, Brusselers, Rekondie, Alsbaei, Kizito, Snepvangers RESERVEBANK: Meijers, Pedro, Van Arnhem, Den Heijer, Rosheuvel, Ramadani, Hoogenhout, Abdullahi, Maletić | D. van Crooij, Pachonik 62' ( Dekker), Swinkels 62' ( Gelmi), Van Dijck 62' ( Kum), Schmitz 62' ( Plezier), Post 62' ( Schäfer), Linthorst 62' ( Essanoussi), Hupperts 62' ( Janssen), Arias 69' ( S'rifi), Giakoumakis 62' ( Bastiaans), John 62' ( Roemer) RESERVEBANK: Kirschbaum, Verbong, Neudecker |  |
| Stadion: Sportpark "'t Ligteveld", Neer Toeschouwers: 0 (besloten)                                                                                      |                        |           |                           | Heemskerk 46' ( Prinssen), Theunissen, Klomp, Van Iperen, Ten Teije, Kok, Brusselers, Rekondie, Alsbaei, Kizito, Snepvangers RESERVEBANK: Meijers, Pedro, Van Arnhem, Den Heijer, Rosheuvel, Ramadani, Hoogenhout, Abdullahi, Maletić | D. van Crooij, Pachonik 62' ( Dekker), Swinkels 62' ( Gelmi), Van Dijck 62' ( Kum), Schmitz 62' ( Plezier), Post 62' ( Schäfer), Linthorst 62' ( Essanoussi), Hupperts 62' ( Janssen), Arias 69' ( S'rifi), Giakoumakis 62' ( Bastiaans), John 62' ( Roemer) RESERVEBANK: Kirschbaum, Verbong, Neudecker |  |
| Stadion: Sportpark "'t Ligteveld", Neer Toeschouwers: 0 (besloten)                                                                                      |                        |           |                           | Heemskerk 46' ( Prinssen), Theunissen, Klomp, Van Iperen, Ten Teije, Kok, Brusselers, Rekondie, Alsbaei, Kizito, Snepvangers RESERVEBANK: Meijers, Pedro, Van Arnhem, Den Heijer, Rosheuvel, Ramadani, Hoogenhout, Abdullahi, Maletić | D. van Crooij, Pachonik 62' ( Dekker), Swinkels 62' ( Gelmi), Van Dijck 62' ( Kum), Schmitz 62' ( Plezier), Post 62' ( Schäfer), Linthorst 62' ( Essanoussi), Hupperts 62' ( Janssen), Arias 69' ( S'rifi), Giakoumakis 62' ( Bastiaans), John 62' ( Roemer) RESERVEBANK: Kirschbaum, Verbong, Neudecker |  |
| Bijz.: Ingelaste oefenwedstrijd achter gesloten deuren, na afgelasting van de oefenwedstrijd bij Jong PSV. John, Plezier en S'rifi spelen op proef mee. |                        |           |                           | | |  |

| woensdag 26 augustus 2020, 20:00                                                                  | Fortuna Sittard     | 2-1 (2-1) | VVV-Venlo         | Opstelling Fortuna Sittard | Opstelling VVV-Venlo |  |
| Stadion: Fortuna Sittard Stadion, Sittard Toeschouwers: 900 (bij maximum: 1.000) Arbiter: Oostrom | Polter 33' Rota 38' |           | 36' V. van Crooij | Koșelev, Rota, Niňaj, Janssen 80' ( Essers), Cox 46' ( Angha), Smeets , Seuntjens 46' ( Swinnen), Tekie, El Ablak 80' ( Van Beijnen), Polter 61' ( Sambou), Hansson 87' ( Donkor) RESERVEBANK: Van Osch, Hendriks | Kirschbaum, Pachonik 75' ( Dekker), Gelmi 66' ( Swinkels), Kum, Schmitz 82' ( Van Dijck), Post 72', Linthorst 61' ( S'rifi), Janssen 63' ( Essanoussi), Roemer, Giakoumakis 75' ( Arias), V. van Crooij 46' ( Bastiaans) RESERVEBANK: D. van Crooij, Verbong |  |
| Stadion: Fortuna Sittard Stadion, Sittard Toeschouwers: 900 (bij maximum: 1.000) Arbiter: Oostrom |                     |           |                   | Koșelev, Rota, Niňaj, Janssen 80' ( Essers), Cox 46' ( Angha), Smeets , Seuntjens 46' ( Swinnen), Tekie, El Ablak 80' ( Van Beijnen), Polter 61' ( Sambou), Hansson 87' ( Donkor) RESERVEBANK: Van Osch, Hendriks | Kirschbaum, Pachonik 75' ( Dekker), Gelmi 66' ( Swinkels), Kum, Schmitz 82' ( Van Dijck), Post 72', Linthorst 61' ( S'rifi), Janssen 63' ( Essanoussi), Roemer, Giakoumakis 75' ( Arias), V. van Crooij 46' ( Bastiaans) RESERVEBANK: D. van Crooij, Verbong |  |
| Stadion: Fortuna Sittard Stadion, Sittard Toeschouwers: 900 (bij maximum: 1.000) Arbiter: Oostrom |                     |           |                   | Koșelev, Rota, Niňaj, Janssen 80' ( Essers), Cox 46' ( Angha), Smeets , Seuntjens 46' ( Swinnen), Tekie, El Ablak 80' ( Van Beijnen), Polter 61' ( Sambou), Hansson 87' ( Donkor) RESERVEBANK: Van Osch, Hendriks | Kirschbaum, Pachonik 75' ( Dekker), Gelmi 66' ( Swinkels), Kum, Schmitz 82' ( Van Dijck), Post 72', Linthorst 61' ( S'rifi), Janssen 63' ( Essanoussi), Roemer, Giakoumakis 75' ( Arias), V. van Crooij 46' ( Bastiaans) RESERVEBANK: D. van Crooij, Verbong |  |
| Bijz.: S'rifi speelt op proef mee.                                                                |                     |           |                   | | |  |

| zaterdag 29 augustus 2020, 16:00                                                                                          | VVV-Venlo | 0-1 (0-0) | SV Straelen | Opstelling VVV-Venlo | Opstelling SV Straelen |  |
| Stadion: Stadion De Koel, Venlo Toeschouwers: 627 (bij maximum: 1.307) Arbiter: Janssen                                   |           |           | 76' Kurt    | D. van Crooij, Dekker, Gelmi 71' ( Schäfer), Swinkels, Van Dijck 63' ( Kum), Post , Linthorst, Essanoussi 46' ( Giakoumakis), John 59' ( Roemer), Arias 75' ( Bastiaans), V. van Crooij 80' ( S'rifi) RESERVEBANK: Kirschbaum, Craenmehr, Pachonik, Janssen | Udegbe, Päffgen 28' ( Peitz), Lachheb, De Regt , Stevens, Weggen, Simões Ribeiro 60' ( Berić), Abdelkarim 86' ( De Wit), Mizuta 65' ( Kurt), Groothusen 46' ( Möllering), Kader 50' 86' ( Bouchama) |  |
| Stadion: Stadion De Koel, Venlo Toeschouwers: 627 (bij maximum: 1.307) Arbiter: Janssen                                   |           |           |             | D. van Crooij, Dekker, Gelmi 71' ( Schäfer), Swinkels, Van Dijck 63' ( Kum), Post , Linthorst, Essanoussi 46' ( Giakoumakis), John 59' ( Roemer), Arias 75' ( Bastiaans), V. van Crooij 80' ( S'rifi) RESERVEBANK: Kirschbaum, Craenmehr, Pachonik, Janssen | Udegbe, Päffgen 28' ( Peitz), Lachheb, De Regt , Stevens, Weggen, Simões Ribeiro 60' ( Berić), Abdelkarim 86' ( De Wit), Mizuta 65' ( Kurt), Groothusen 46' ( Möllering), Kader 50' 86' ( Bouchama) |  |
| Stadion: Stadion De Koel, Venlo Toeschouwers: 627 (bij maximum: 1.307) Arbiter: Janssen                                   |           |           |             | D. van Crooij, Dekker, Gelmi 71' ( Schäfer), Swinkels, Van Dijck 63' ( Kum), Post , Linthorst, Essanoussi 46' ( Giakoumakis), John 59' ( Roemer), Arias 75' ( Bastiaans), V. van Crooij 80' ( S'rifi) RESERVEBANK: Kirschbaum, Craenmehr, Pachonik, Janssen | Udegbe, Päffgen 28' ( Peitz), Lachheb, De Regt , Stevens, Weggen, Simões Ribeiro 60' ( Berić), Abdelkarim 86' ( De Wit), Mizuta 65' ( Kurt), Groothusen 46' ( Möllering), Kader 50' 86' ( Bouchama) |  |
| Bijz.: Eerste wedstrijd VVV op natuurgras in eigen stadion sinds het seizoen 2013-14. John en S'rifi spelen op proef mee. |           |           |             | | |  |

| vrijdag 4 september 2020, 19:00                                                                        | VVV-Venlo | 0-4 (0-2) | Borussia Mönchengladbach                               | Opstelling VVV-Venlo | Opstelling Borussia Mönchengladbach |  |
| Stadion: Stadion De Koel, Venlo Toeschouwers: 1.307 (uitverkocht) Arbiter: Blank                       |           |           | 8' Stindl 36' (pen.) Bensebaini 47' Müsel 56' Herrmann | Kirschbaum, Pachonik, Gelmi, Kum, Schmitz, Post , Linthorst, V. van Crooij 86' ( Bastiaans), Hupperts 46' ( Hevel), Giakoumakis, John 86' ( Roemer) RESERVEBANK: D. van Crooij, Verbong, Dekker, Van Dijck, Schäfer, S'rifi, Essanoussi, Arias | Sippel, Beyer 46' ( Müsel), Jantschke, Doucouré 46' ( Reitz), Wendt, Kramer, Bensebaini, Herrmann 83' ( Bennetts), Hofmann, Stindl , Traoré 83' ( Kurt) RESERVEBANK: Grün, Quizera, Noß, Bongard |  |
| Stadion: Stadion De Koel, Venlo Toeschouwers: 1.307 (uitverkocht) Arbiter: Blank                       |           |           |                                                        | Kirschbaum, Pachonik, Gelmi, Kum, Schmitz, Post , Linthorst, V. van Crooij 86' ( Bastiaans), Hupperts 46' ( Hevel), Giakoumakis, John 86' ( Roemer) RESERVEBANK: D. van Crooij, Verbong, Dekker, Van Dijck, Schäfer, S'rifi, Essanoussi, Arias | Sippel, Beyer 46' ( Müsel), Jantschke, Doucouré 46' ( Reitz), Wendt, Kramer, Bensebaini, Herrmann 83' ( Bennetts), Hofmann, Stindl , Traoré 83' ( Kurt) RESERVEBANK: Grün, Quizera, Noß, Bongard |  |
| Stadion: Stadion De Koel, Venlo Toeschouwers: 1.307 (uitverkocht) Arbiter: Blank                       |           |           |                                                        | Kirschbaum, Pachonik, Gelmi, Kum, Schmitz, Post , Linthorst, V. van Crooij 86' ( Bastiaans), Hupperts 46' ( Hevel), Giakoumakis, John 86' ( Roemer) RESERVEBANK: D. van Crooij, Verbong, Dekker, Van Dijck, Schäfer, S'rifi, Essanoussi, Arias | Sippel, Beyer 46' ( Müsel), Jantschke, Doucouré 46' ( Reitz), Wendt, Kramer, Bensebaini, Herrmann 83' ( Bennetts), Hofmann, Stindl , Traoré 83' ( Kurt) RESERVEBANK: Grün, Quizera, Noß, Bongard |  |
| Bijz.: Borussia Mönchengladbach winnaar 17e editie Herman Teeuwen Memorial. Hevel speelt op proef mee. |           |           |                                                        | | |  |

### Tijdens het seizoen
| dinsdag 22 september 2020                                             | NAC Breda               | 2-2 (1-0) | VVV-Venlo                   | Opstelling NAC Breda | Opstelling VVV-Venlo |  |
| Stadion: Midglas Trainingscentrum, Zundert Toeschouwers: 0 (besloten) | Fiorini 41' Kestens 66' |           | 51' Bastiaans 88' Bastiaans | Kramer, Heuvelman, Adiléhou, Siereveld, Vanacker, Azzagari 46' ( Kali), Fiorini, Agougil, Kestens, Van Schuppen, Fermina | D. van Crooij , Dekker, Van Dijck 75' ( Nabbe), Swinkels, Coenen, Schäfer, Janssen, Couturier 58' ( S'rifi), Roemer 69' ( Essanoussi), Arias, Hunte 46' ( Bastiaans) |  |
| Stadion: Midglas Trainingscentrum, Zundert Toeschouwers: 0 (besloten) |                         |           |                             | Kramer, Heuvelman, Adiléhou, Siereveld, Vanacker, Azzagari 46' ( Kali), Fiorini, Agougil, Kestens, Van Schuppen, Fermina | D. van Crooij , Dekker, Van Dijck 75' ( Nabbe), Swinkels, Coenen, Schäfer, Janssen, Couturier 58' ( S'rifi), Roemer 69' ( Essanoussi), Arias, Hunte 46' ( Bastiaans) |  |
| Stadion: Midglas Trainingscentrum, Zundert Toeschouwers: 0 (besloten) |                         |           |                             | Kramer, Heuvelman, Adiléhou, Siereveld, Vanacker, Azzagari 46' ( Kali), Fiorini, Agougil, Kestens, Van Schuppen, Fermina | D. van Crooij , Dekker, Van Dijck 75' ( Nabbe), Swinkels, Coenen, Schäfer, Janssen, Couturier 58' ( S'rifi), Roemer 69' ( Essanoussi), Arias, Hunte 46' ( Bastiaans) |  |
| Bijz.: Couturier en Hunte spelen op proef mee.                        |                         |           |                             | | |  |

| donderdag 12 november 2020, 14:30                          | VVV-Venlo | 0-3 (0-2) | N.E.C.                            | Opstelling VVV-Venlo | Opstelling N.E.C. |  |
| Stadion: Stadion De Koel, Venlo Toeschouwers: 0 (besloten) |           |           | 38' Beekman 44' Van Rooij 85' Vet | D. van Crooij, Schmitz 69' ( Schäfer), Van Dijck, Kum, Dekker 46' ( Nabbe), Janssen, Essanoussi 62' ( S'rifi), Machach, Hupperts, Arias, Bastiaans 59' ( Roemer) | Alblas, Van Rooij 60' ( Lartey Sanniez), Odenthal 60' ( Van Eijden), Van Ottele 60' ( Gertsen), El Karouani, Tavşan, Proper, Barreto 60' ( Vet), Sellouf, Okita 60' ( Van der Sluijs), Beekman |  |
| Stadion: Stadion De Koel, Venlo Toeschouwers: 0 (besloten) |           |           |                                   | D. van Crooij, Schmitz 69' ( Schäfer), Van Dijck, Kum, Dekker 46' ( Nabbe), Janssen, Essanoussi 62' ( S'rifi), Machach, Hupperts, Arias, Bastiaans 59' ( Roemer) | Alblas, Van Rooij 60' ( Lartey Sanniez), Odenthal 60' ( Van Eijden), Van Ottele 60' ( Gertsen), El Karouani, Tavşan, Proper, Barreto 60' ( Vet), Sellouf, Okita 60' ( Van der Sluijs), Beekman |  |
| Stadion: Stadion De Koel, Venlo Toeschouwers: 0 (besloten) |           |           |                                   | D. van Crooij, Schmitz 69' ( Schäfer), Van Dijck, Kum, Dekker 46' ( Nabbe), Janssen, Essanoussi 62' ( S'rifi), Machach, Hupperts, Arias, Bastiaans 59' ( Roemer) | Alblas, Van Rooij 60' ( Lartey Sanniez), Odenthal 60' ( Van Eijden), Van Ottele 60' ( Gertsen), El Karouani, Tavşan, Proper, Barreto 60' ( Vet), Sellouf, Okita 60' ( Van der Sluijs), Beekman |  |
|                                                            |           |           |                                   | | |  |

| Vrijdag 16 april 2021, 14:30                                                  | VVV-Venlo                               | 3-3 (2-1) | Fortuna Sittard                                       | Opstelling VVV-Venlo | Opstelling Fortuna Sittard |  |
| Stadion: Stadion De Koel, Venlo Toeschouwers: 0 (besloten) Arbiter: Tunnissen | Hupperts 10' Arias 35' (pen.) Arias 76' |           | 31' (pen.) Hansson 65' Van den Buijs 78' (e.d.) Nabbe | D. van Crooij 46' ( Verbong), Hupperts, Swinkels , Schäfer, Guwara, Schmitz 46' ( Nabbe), Machach 46' ( Janssen), Hunte 79' ( Dekker), Roemer 46' ( Essanoussi), Arias, John | Velthuizen, Van Beijnen 69' ( Pluijmen), Van den Buijs , Essers, Amiot, George 57' ( El Ablak), Moutoussamy, Verlinden, Hansson, Kastrati, Emmanouilidis 71' ( Breukers) |  |
| Stadion: Stadion De Koel, Venlo Toeschouwers: 0 (besloten) Arbiter: Tunnissen |                                         |           |                                                       | D. van Crooij 46' ( Verbong), Hupperts, Swinkels , Schäfer, Guwara, Schmitz 46' ( Nabbe), Machach 46' ( Janssen), Hunte 79' ( Dekker), Roemer 46' ( Essanoussi), Arias, John | Velthuizen, Van Beijnen 69' ( Pluijmen), Van den Buijs , Essers, Amiot, George 57' ( El Ablak), Moutoussamy, Verlinden, Hansson, Kastrati, Emmanouilidis 71' ( Breukers) |  |
| Stadion: Stadion De Koel, Venlo Toeschouwers: 0 (besloten) Arbiter: Tunnissen |                                         |           |                                                       | D. van Crooij 46' ( Verbong), Hupperts, Swinkels , Schäfer, Guwara, Schmitz 46' ( Nabbe), Machach 46' ( Janssen), Hunte 79' ( Dekker), Roemer 46' ( Essanoussi), Arias, John | Velthuizen, Van Beijnen 69' ( Pluijmen), Van den Buijs , Essers, Amiot, George 57' ( El Ablak), Moutoussamy, Verlinden, Hansson, Kastrati, Emmanouilidis 71' ( Breukers) |  |
|                                                                               |                                         |           |                                                       | | |  |

## Statistieken

### Eindstand VVV-Venlo in Eredivisie 2020/2021
| Stand | Gespeeld | Gewonnen | Gelijk | Verloren | Punten | Doelpunten voor | Doelpunten tegen | Gele kaarten | Rode kaarten |
| ----- | -------- | -------- | ------ | -------- | ------ | --------------- | ---------------- | ------------ | ------------ |
| 17e   | 34       | 6        | 5      | 23       | 23     | 43              | 91               | 45           | 5            |

### Stand, punten en doelpunten per speelronde 2020/2021
| Speelronde                            | 1  | 2  | 3   | 4   | 5  | 6   | 7   | 8   | 9   | 10  | 11  | 12  | 13  | 14  | 15  | 16  | 17  | 18  | 19  | 20  | 21  | 22  | 23  | 24  | 25  | I   | 26  | 27  | 28  | 29  | 30  | 31  | 32  | 33  | 34  | Totaal |
| ------------------------------------- | -- | -- | --- | --- | -- | --- | --- | --- | --- | --- | --- | --- | --- | --- | --- | --- | --- | --- | --- | --- | --- | --- | --- | --- | --- | --- | --- | --- | --- | --- | --- | --- | --- | --- | --- | ------ |
| Aantal punten per speelronde          | 3  | 1  | 0   | 0   | 1  | 0   | 0   | 3   | 0   | 1   | 0   | 0   | 0   | 0   | 3   | 3   | 1   | 3   | 3   | 0   | -   | 0   | 0   | 0   | 0   | 0   | 0   | 0   | 0   | 0   | 0   | 0   | 1   | 0   | 0   | 23     |
| Aantal punten na speelronde           | 3  | 4  | 4   | 4   | 5  | 5   | 5   | 8   | 8   | 9   | 9   | 9   | 9   | 9   | 12  | 15  | 16  | 19  | 22  | 22  | 22  | 22  | 22  | 22  | 22  | 22  | 22  | 22  | 22  | 22  | 22  | 22  | 23  | 23  | 23  | 23     |
| Stand na speelronde                   | 1e | 5e | 10e | 10e | 9e | 14e | 14e | 11e | 14e | 13e | 14e | 15e | 15e | 16e | 15e | 14e | 14e | 14e | 13e | 14e | 14e | 14e | 14e | 15e | 15e | 15e | 15e | 16e | 16e | 16e | 17e | 17e | 17e | 17e | 17e | 17e    |
| Aantal doelpunten per speelronde      | 5  | 1  | 0   | 1   | 2  | 0   | 1   | 3   | 1   | 2   | 2   | 0   | 1   | 1   | 2   | 4   | 1   | 1   | 4   | 2   | -   | 1   | 1   | 1   | 0   | 0   | 1   | 1   | 0   | 0   | 0   | 0   | 3   | 1   | 0   | 43     |
| Aantal tegendoelpunten per speelronde | 3  | 1  | 1   | 2   | 2  | 13  | 2   | 2   | 2   | 2   | 3   | 3   | 2   | 4   | 1   | 1   | 1   | 0   | 1   | 3   | -   | 3   | 4   | 4   | 6   | 1   | 3   | 2   | 1   | 2   | 2   | 4   | 3   | 3   | 4   | 91     |
| Aantal gele kaarten per speelronde    | 3  | 2  | 1   | 2   | 3  | 1   | 0   | 2   | 1   | 0   | 2   | 0   | 2   | 0   | 1   | 3   | 2   | 1   | 1   | 3   | -   | 0   | 0   | 0   | 0   | 0   | 3   | 1   | 0   | 1   | 4   | 1   | 2   | 1   | 2   | 45     |

### Statistieken
|                          | Eredivisie | Totaal    |
| ------------------------ | ---------- | --------- |
| Wedstrijden              | 34 van 34  | 34 van 34 |
| Gewonnen                 | 6 van 34   | 6 van 34  |
| Gelijk                   | 5 van 34   | 5 van 34  |
| Verloren                 | 23 van 34  | 23 van 34 |
| Thuis                    | 17 van 17  | 17 van 17 |
| Uit                      | 17 van 17  | 17 van 17 |
| Gele kaarten             | 45         | 45        |
| Rode kaarten             | 4          | 4         |
| 2 × geel in 1 wedstrijd  | 1          | 1         |
| Aantal wissels toegepast | 113        | 113       |
| Doelpunten voor          | 43         | 43        |
| Doelpunten tegen         | 91         | 91        |
| Doelsaldo                | -48        | -48       |
| De nul gehouden          | 1          | 1         |
| Strafschoppen voor       | 9          | 9         |
| Strafschoppen tegen      | 10         | 10        |

Legenda
- W Wedstrijden
- Doelpunt
- Gele kaart
- 2× gele kaart in 1 wedstrijd
- Rode kaart

| Nat.                 | Spelersnaam         | Eredivisie | Eredivisie | Eredivisie | Eredivisie | Eredivisie |  | KNVB beker | KNVB beker | KNVB beker | KNVB beker | KNVB beker |  | Play-offs | Play-offs | Play-offs | Play-offs | Play-offs |  | Totaal | Totaal | Totaal | Totaal | Totaal |
| -------------------- | ------------------- | ---------- | ---------- | ---------- | ---------- | ---------- |  | ---------- | ---------- | ---------- | ---------- | ---------- |  | --------- | --------- | --------- | --------- | --------- |  | ------ | ------ | ------ | ------ | ------ |
| Nat.                 | Spelersnaam         | W          |            |            |            |            |  | W          |            |            |            |            |  | W         |           |           |           |           |  | W      |        |        |        |        |
| Keepers              |                     |            |            |            |            |            |  |            |            |            |            |            |  |           |           |           |           |           |  |        |        |        |        |        |
| Vlag van Nederland   | Jens Craenmehr      | 0          | 0          | 0          | 0          | 0          |  | 0          | 0          | 0          | 0          | 0          |  | 0         | 0         | 0         | 0         | 0         |  | 0      | 0      | 0      | 0      | 0      |
| Vlag van Nederland   | Delano van Crooij   | 6          | 0          | 0          | 0          | 0          |  | 3          | 0          | 0          | 0          | 0          |  | 0         | 0         | 0         | 0         | 0         |  | 9      | 0      | 0      | 0      | 0      |
| Vlag van Duitsland   | Thorsten Kirschbaum | 29         | 0          | 1          | 0          | 0          |  | 2          | 0          | 0          | 0          | 0          |  | 0         | 0         | 0         | 0         | 0         |  | 31     | 0      | 1      | 0      | 0      |
| Vlag van Nederland   | Bram Verbong        | 0          | 0          | 0          | 0          | 0          |  | 0          | 0          | 0          | 0          | 0          |  | 0         | 0         | 0         | 0         | 0         |  | 0      | 0      | 0      | 0      | 0      |
| Verdediging          |                     |            |            |            |            |            |  |            |            |            |            |            |  |           |           |           |           |           |  |        |        |        |        |        |
| Vlag van Nederland   | Tristan Dekker      | 15         | 0          | 1          | 0          | 0          |  | 2          | 0          | 0          | 0          | 0          |  | 0         | 0         | 0         | 0         | 0         |  | 17     | 0      | 1      | 0      | 0      |
| Vlag van Nederland   | Stan van Dijck      | 7          | 0          | 0          | 0          | 0          |  | 0          | 0          | 0          | 0          | 0          |  | 0         | 0         | 0         | 0         | 0         |  | 7      | 0      | 0      | 0      | 0      |
| Vlag van Zwitserland | Roy Gelmi           | 24         | 1          | 2          | 1          | 0          |  | 5          | 0          | 1          | 0          | 0          |  | 0         | 0         | 0         | 0         | 0         |  | 29     | 1      | 3      | 1      | 0      |
| Vlag van Zweden      | Kristopher Da Graca | 20         | 0          | 3          | 0          | 0          |  | 2          | 0          | 0          | 0          | 0          |  | 0         | 0         | 0         | 0         | 0         |  | 22     | 0      | 3      | 0      | 0      |
| Vlag van Duitsland   | Leon Guwara         | 16         | 0          | 0          | 0          | 0          |  | 1          | 0          | 0          | 0          | 0          |  | 0         | 0         | 0         | 0         | 0         |  | 17     | 0      | 0      | 0      | 0      |
| Vlag van Nederland   | Christian Kum       | 24         | 0          | 1          | 0          | 2          |  | 3          | 0          | 0          | 0          | 0          |  | 0         | 0         | 0         | 0         | 0         |  | 27     | 0      | 1      | 0      | 2      |
| Vlag van Nederland   | Joep Munsters       | 0          | 0          | 0          | 0          | 0          |  | 0          | 0          | 0          | 0          | 0          |  | 0         | 0         | 0         | 0         | 0         |  | 0      | 0      | 0      | 0      | 0      |
| Vlag van Duitsland   | Tobias Pachonik     | 29         | 1          | 1          | 0          | 1          |  | 3          | 1          | 0          | 0          | 0          |  | 0         | 0         | 0         | 0         | 0         |  | 32     | 2      | 1      | 0      | 1      |
| Vlag van Nederland   | Fin Pleunis         | 0          | 0          | 0          | 0          | 0          |  | 0          | 0          | 0          | 0          | 0          |  | 0         | 0         | 0         | 0         | 0         |  | 0      | 0      | 0      | 0      | 0      |
| Vlag van Nederland   | Joël Roeffen        | 0          | 0          | 0          | 0          | 0          |  | 0          | 0          | 0          | 0          | 0          |  | 0         | 0         | 0         | 0         | 0         |  | 0      | 0      | 0      | 0      | 0      |
| Vlag van Duitsland   | Steffen Schäfer     | 13         | 0          | 0          | 0          | 0          |  | 5          | 0          | 0          | 0          | 0          |  | 0         | 0         | 0         | 0         | 0         |  | 18     | 0      | 0      | 0      | 0      |
| Vlag van Duitsland   | Lukas Schmitz       | 12         | 0          | 1          | 0          | 0          |  | 1          | 0          | 0          | 0          | 0          |  | 0         | 0         | 0         | 0         | 0         |  | 13     | 0      | 1      | 0      | 0      |
| Vlag van Nederland   | Arjan Swinkels      | 20         | 0          | 1          | 0          | 0          |  | 3          | 0          | 1          | 0          | 0          |  | 0         | 0         | 0         | 0         | 0         |  | 23     | 0      | 2      | 0      | 0      |
| Middenveld           |                     |            |            |            |            |            |  |            |            |            |            |            |  |           |           |           |           |           |  |        |        |        |        |        |
| Vlag van Kroatië     | Ante Ćorić          | 1          | 0          | 0          | 0          | 0          |  | 2          | 0          | 0          | 0          | 0          |  | 0         | 0         | 0         | 0         | 0         |  | 3      | 0      | 0      | 0      | 0      |
| Vlag van Griekenland | Christos Donis      | 9          | 1          | 0          | 0          | 0          |  | 2          | 0          | 0          | 0          | 0          |  | 0         | 0         | 0         | 0         | 0         |  | 11     | 1      | 0      | 0      | 0      |
| Vlag van Nederland   | Wassim Essanoussi   | 5          | 0          | 0          | 0          | 0          |  | 1          | 0          | 0          | 0          | 0          |  | 0         | 0         | 0         | 0         | 0         |  | 6      | 0      | 0      | 0      | 0      |
| Vlag van Nederland   | Simon Janssen       | 19         | 0          | 0          | 0          | 1          |  | 4          | 0          | 0          | 0          | 0          |  | 0         | 0         | 0         | 0         | 0         |  | 23     | 0      | 0      | 0      | 1      |
| Vlag van Nederland   | Evert Linthorst     | 16         | 2          | 1          | 0          | 0          |  | 3          | 1          | 0          | 0          | 0          |  | 0         | 0         | 0         | 0         | 0         |  | 19     | 3      | 1      | 0      | 0      |
| Vlag van Frankrijk   | Zinédine Machach    | 24         | 0          | 3          | 0          | 0          |  | 5          | 0          | 0          | 0          | 0          |  | 0         | 0         | 0         | 0         | 0         |  | 29     | 0      | 3      | 0      | 0      |
| Vlag van Nederland   | Lars Nabbe          | 0          | 0          | 0          | 0          | 0          |  | 0          | 0          | 0          | 0          | 0          |  | 0         | 0         | 0         | 0         | 0         |  | 0      | 0      | 0      | 0      | 0      |
| Vlag van Nederland   | Danny Post          | 30         | 0          | 9          | 0          | 0          |  | 5          | 0          | 1          | 0          | 0          |  | 0         | 0         | 0         | 0         | 0         |  | 35     | 0      | 10     | 0      | 0      |
| Vlag van Duitsland   | Meritan Shabani     | 5          | 0          | 0          | 0          | 0          |  | 2          | 1          | 0          | 0          | 0          |  | 0         | 0         | 0         | 0         | 0         |  | 7      | 1      | 0      | 0      | 0      |
| Vlag van België      | Nezar S'rifi        | 0          | 0          | 0          | 0          | 0          |  | 0          | 0          | 0          | 0          | 0          |  | 0         | 0         | 0         | 0         | 0         |  | 0      | 0      | 0      | 0      | 0      |
| Aanval               |                     |            |            |            |            |            |  |            |            |            |            |            |  |           |           |           |           |           |  |        |        |        |        |        |
| Vlag van Curaçao     | Jafar Arias         | 29         | 4          | 1          | 0          | 0          |  | 4          | 3          | 0          | 0          | 0          |  | 0         | 0         | 0         | 0         | 0         |  | 33     | 7      | 1      | 0      | 0      |
| Vlag van Nederland   | Aaron Bastiaans     | 1          | 0          | 0          | 0          | 0          |  | 2          | 1          | 0          | 0          | 0          |  | 0         | 0         | 0         | 0         | 0         |  | 3      | 1      | 0      | 0      | 0      |
| Vlag van Nederland   | Vito van Crooij     | 31         | 3          | 9          | 0          | 0          |  | 4          | 1          | 0          | 0          | 0          |  | 0         | 0         | 0         | 0         | 0         |  | 35     | 4      | 9      | 0      | 0      |
| Vlag van Griekenland | Anastasios Donis    | 5          | 0          | 1          | 0          | 0          |  | 1          | 0          | 0          | 0          | 0          |  | 0         | 0         | 0         | 0         | 0         |  | 6      | 0      | 1      | 0      | 0      |
| Vlag van Griekenland | Giorgos Giakoumakis | 30         | 26         | 6          | 0          | 0          |  | 3          | 3          | 1          | 0          | 0          |  | 0         | 0         | 0         | 0         | 0         |  | 33     | 29     | 7      | 0      | 0      |
| Vlag van Nederland   | Jessy Hendrikx      | 0          | 0          | 0          | 0          | 0          |  | 0          | 0          | 0          | 0          | 0          |  | 0         | 0         | 0         | 0         | 0         |  | 0      | 0      | 0      | 0      | 0      |
| Vlag van Nederland   | Torino Hunte        | 21         | 2          | 2          | 0          | 0          |  | 4          | 0          | 0          | 0          | 0          |  | 0         | 0         | 0         | 0         | 0         |  | 25     | 2      | 2      | 0      | 0      |
| Vlag van Nederland   | Guus Hupperts       | 11         | 1          | 1          | 0          | 0          |  | 1          | 0          | 0          | 0          | 0          |  | 0         | 0         | 0         | 0         | 0         |  | 12     | 1      | 1      | 0      | 0      |
| Vlag van Aruba       | Joshua John         | 25         | 2          | 1          | 0          | 0          |  | 1          | 0          | 0          | 0          | 0          |  | 0         | 0         | 0         | 0         | 0         |  | 26     | 2      | 1      | 0      | 0      |
| Vlag van Nederland   | Yahcuroo Roemer     | 15         | 0          | 0          | 0          | 0          |  | 2          | 0          | 0          | 0          | 0          |  | 0         | 0         | 0         | 0         | 0         |  | 17     | 0      | 0      | 0      | 0      |
| Vlag van Nederland   | Thijme Verheijen    | 0          | 0          | 0          | 0          | 0          |  | 0          | 0          | 0          | 0          | 0          |  | 0         | 0         | 0         | 0         | 0         |  | 0      | 0      | 0      | 0      | 0      |
| Nat.                 | Spelersnaam         | W          |            |            |            |            |  | W          |            |            |            |            |  | W         |           |           |           |           |  | W      |        |        |        |        |
| Nat.                 | Spelersnaam         | Eredivisie | Eredivisie | Eredivisie | Eredivisie | Eredivisie |  | KNVB beker | KNVB beker | KNVB beker | KNVB beker | KNVB beker |  | Play-offs | Play-offs | Play-offs | Play-offs | Play-offs |  | Totaal | Totaal | Totaal | Totaal | Totaal |

### Topscorers 2020/2021
| Nr.    | Naam                | Goal |
| ------ | ------------------- | ---- |
| 1.     | Giorgos Giakoumakis | 26   |
| 2.     | Jafar Arias         | 4    |
| 3.     | Vito van Crooij     | 3    |
|        | Evert Linthorst     | 2    |
|        | Torino Hunte        | 2    |
|        | Joshua John         | 2    |
|        | Tobias Pachonik     | 1    |
|        | Guus Hupperts       | 1    |
|        | Joshua John         | 1    |
|        | Christos Donis      | 1    |
| 10.    | Roy Gelmi           | 1    |
| Totaal | Totaal              | 43   |

| Nr.    | Naam                | Goal |
| ------ | ------------------- | ---- |
| 1.     | Jafar Arias         | 3    |
|        | Giorgos Giakoumakis | 3    |
| 3.     | Tobias Pachonik     | 1    |
|        | Vito van Crooij     | 1    |
|        | Evert Linthorst     | 1    |
|        | Aaron Bastiaans     | 1    |
| 7.     | Meritan Shabani     | 1    |
| Totaal | Totaal              | 11   |

| Nr.    | Naam                | Goal |
| ------ | ------------------- | ---- |
| 1.     | Jafar Arias         | 9    |
| 2.     | Evert Linthorst     | 6    |
| 3.     | Yahcuroo Roemer     | 5    |
|        | Aaron Bastiaans     | 5    |
| 5.     | Guus Hupperts       | 4    |
| 6.     | Steffen Schäfer     | 2    |
|        | Jessy Hendrikx      | 2    |
|        | Tristan Dekker      | 2    |
|        | Tobias Pachonik     | 2    |
|        | Giorgos Giakoumakis | 2    |
| 11.    | Stan van Dijck      | 1    |
|        | Wassim Essanoussi   | 1    |
|        | Simon Janssen       | 1    |
|        | Richard Neudecker   | 1    |
|        | Roy Gelmi           | 1    |
|        | Christian Kum       | 1    |
| 17.    | Vito van Crooij     | 1    |
| Totaal | Totaal              | 46   |

## VVV-Venlo O21
Vanaf het seizoen 2020/21 komen de beloftenteams van alle betaaldvoetbalclubs uit in de nieuw opgerichte reservecompetitie. VVV-Venlo O21 is ingedeeld in Divisie 3. De hoofdtrainer is Jordy Reneerkens.

### Selectie 2020-2021
| Keepers              |                      |            |                         |
| Levy Bosch           | Nederland            | 16-04-2001 | Jeugdopleiding          |
| Jens Craenmehr *1    | Nederland            | 30-04-2002 | Jeugdopleiding          |
| Bram Verbong *1      | Nederland            | 23-12-1999 | Jeugdopleiding          |
| Verdedigers          |                      |            |                         |
| Justin Coenen        | Duitsland            | 26-07-2001 | Jeugdopleiding          |
| Stan van Dijck *1    | Nederland            | 07-10-2000 | Jeugdopleiding          |
| Joep Munsters        | Nederland            | 29-03-2002 | Jeugdopleiding          |
| Ian Hussein Ngobi    | Nederland            | 11-04-2002 | Jeugdopleiding          |
| Fin Pleunis          | Nederland            | 07-05-2002 | Jeugdopleiding          |
| Joël Roeffen         | Nederland            | 04-08-2001 | Jeugdopleiding          |
| Jur Theunissen       | Nederland            | 27-03-2001 | JVC Cuijk               |
| Middenvelders        |                      |            |                         |
| Wassim Essanoussi *1 | Nederland / Marokko  | 28-10-2003 | Jeugdopleiding          |
| Joep Kluskens        | Nederland            | 09-11-2002 | Fortuna Sittard         |
| Evert Linthorst *1   | Nederland            | 03-03-2000 | Jeugdopleiding          |
| Simon Janssen *1     | Nederland            | 25-09-2000 | Jeugdopleiding          |
| Lennart Mehler       | Duitsland            | 27-11-2001 | Jeugdopleiding          |
| Niek Munsters        | Nederland            | 29-03-2002 | Jeugdopleiding          |
| Lars Nabbe *1        | Nederland            | 13-01-2002 | Jeugdopleiding          |
| Jesse Probst         | Nederland            | 25-01-2001 | Jeugdopleiding          |
| Nezar S'rifi *1      | België               | 15-07-2000 | Lierse Kempenzonen      |
| Jonas Theuerzeit     | Duitsland            | 07-08-2002 | Jeugdopleiding          |
| Ramon de Wilde       | Nederland            | 12-10-2001 | BSV Schwarz-Weiß Rehden |
| Aanvallers           |                      |            |                         |
| Tomi Alexandrov      | Bulgarije / Israël   | 13-02-2002 | Jeugdopleiding          |
| Aaron Bastiaans *1   | Nederland            | 04-04-2002 | Jeugdopleiding          |
| Jur Clabbers         | Nederland            | 25-01-2002 | Jeugdopleiding          |
| Jessy Hendrikx       | Nederland            | 23-01-2002 | Jeugdopleiding          |
| Adam Mami            | Nederland / Tunesië  | 10-07-2001 | Jeugdopleiding          |
| Yahcuroo Roemer *1   | Nederland / Suriname | 22-07-2001 | Jeugdopleiding          |
| Coby Sultan          | Verenigde Staten     | 31-05-2001 | Jeugdopleiding          |
| Melano Thier         | Nederland / Suriname | 07-06-2002 | Vitesse                 |
| Thijme Verheijen     | Nederland            | 13-04-2003 | Jeugdopleiding          |

*1 Betreft een speler die ook tot de selectie van het eerste elftal behoort.

### Wedstrijden

#### Oefenwedstrijden
| Datum             | Wedstrijd                              | Uitslag |
| ----------------- | -------------------------------------- | ------- |
| 15-08-2020, 15:00 | FC Den Bosch O21 - VVV-Venlo O21       | 1 – 1   |
| 18-08-2020, 17:00 | VVV-Venlo O21 - MVV Maastricht O21     | 0 – 2   |
| 22-08-2020, 12:00 | Roda JC Kerkrade O21 - VVV-Venlo O21   | 2 – 3   |
| 29-08-2020, 15:00 | VVV-Venlo O21 - Fortuna Düsseldorf O19 | 1 – 0   |
| 01-09-2020, 13:00 | VVV-Venlo O21 - De Graafschap O21      | 4 – 1   |
| 29-09-2020, 10:00 | VVV-Venlo O21 - FC Eindhoven O21       | 4 – 5   |

#### Divisie 3
| №  | Datum             | Wedstrijd                           | Uitslag  |
| -- | ----------------- | ----------------------------------- | -------- |
| 1  | 05-09-2020, 15:00 | VVV-Venlo O21 – Zeeburgia O21       | 2 – 1    |
| 2  | 12-09-2020, 15:45 | Spartaan'20 O21 – VVV-Venlo O21     | 3 – 2    |
| 3  | 19-09-2020, 14:30 | FC Den Bosch O21 – VVV-Venlo O21    | 2 – 1    |
| 4  | 26-09-2020, 15:00 | VVV-Venlo O21 – Alexandria '66 O21  | 2 – 3    |
| 5  | 03-10-2020, 13:00 | Fortuna Sittard O21 – VVV-Venlo O21 | 2 – 1    |
| 6  | 10-10-2020, 15:00 | VVV-Venlo O21 – AFC O21             | 1 – 0    |
| 7  | 24-10-2020, 15:00 | VVV-Venlo O21 – Go Ahead Eagles O21 | afgelast |
| 8  | 31-10-2020, 16:15 | Zeeburgia O21 – VVV-Venlo O21       | afgelast |
| 9  | 07-11-2020, 17:15 | AFC O21 – VVV-Venlo O21             | afgelast |
| 10 | 14-11-2020, 15:00 | VVV-Venlo O21 – Fortuna Sittard O21 | afgelast |
| 11 | 21-11-2020, 12:15 | Alexandria '66 O21 – VVV-Venlo O21  | afgelast |
| 12 | 28-11-2020, 15:00 | VVV-Venlo O21 – Spartaan'20 O21     | afgelast |
| 13 | 05-12-2020, 16:00 | Go Ahead Eagles O21 – VVV-Venlo O21 | afgelast |
| 14 | 12-12-2020, 16:00 | VVV-Venlo O21 – FC Den Bosch O21    | afgelast |

ADO Den Haag ·
Ajax ·
AZ ·
FC Emmen ·
Feyenoord ·
Fortuna Sittard ·
FC Groningen ·
sc Heerenveen ·
Heracles Almelo ·
PEC Zwolle · 
PSV ·
RKC Waalwijk ·
Sparta Rotterdam ·
FC Twente ·
FC Utrecht ·
Vitesse ·
VVV-Venlo ·
Willem II